# Strom roku
Strom roku je česká anketa, která je pořádána Nadací Partnerství. Cílem ankety je najít strom se zajímavým příběhem, který spojuje lidi z okolí, posiluje místní komunitu a pomáhá budovat vztah člověka k přírodě i vztahy mezilidské.

## Historie
Myšlenka soutěže pochází z Brna z roku 2000. Anketa navazovala na aktivity prvorepublikových okrašlovacích spolků a soudobé aktivity místního sdružení Českého svazu ochránců přírody v Brně. Během prvních dvou let probíhala pouze na Brněnsku, počínaje rokem 2002 se rozšířila celostátně.
Roku 2000 zvítězila Bystrcká lípa, nejstarší strom Brna, roku 2001 platan z nemocnice sv. Anny (taktéž v Brně), v prvním celostátním kole v roce 2003 vyhrál Popovský jasan ze zaniklé vesnice Popov (u Jáchymova). 

## Charakter ankety
Anketa je pořádána každoročně počínaje rokem 2000.
- nominace: 21. březen (první jarní den) – 30. dubna
- výběr finalistů porotou: květen
- hlasování: červen – září
- vyhlášení vítěze: 20. říjen (Den stromů)

Po vyhlášení mohou své návrhy podávat jednotlivci, obce, občanská sdružení a nevládní organizace. V průběhu května jsou návrhy vyhodnoceny odbornou porotou, která vybere 12 finalistů, pro které hlasuje veřejnost na webu www.stromroku.cz. 

## Význam ankety
Anketa Strom roku hledá stromy s nejsilnějším příběhem. Pomáhá aktivním občanům v péči o jejich okolí a posilujeme hrdost a sounáležitost s místem, odkud lidé pocházejí. Podporuje význam péče o významné nebo ohrožené stromy. Vítězný strom daného ročníku každoročně obdrží sponzorské arboristické ošetření. Nadace Partnerství v rámci ankety uděluje také čestný titul Strom hrdina, jehož cílem je přilákat zájem o ty stromy, které přežívají v nepříznivých podmínkách, ohrožuje je pokácení, vandalismus nebo jiná nežádoucí lidská činnost.

## Přehled vítězů
| Ročník | Vítěz ankety                          | Kraj                 | Taxon                                  | Souřadnice                       |
| ------ | ------------------------------------- | -------------------- | -------------------------------------- | -------------------------------- |
| 2000   | Bystrcká lípa                         | Jihomoravský kraj    | lípa malolistá                         | 49°13′31″ s. š., 16°31′37″ v. d. |
| 2001   | Platan u svaté Anny                   | Jihomoravský kraj    | platan javorolistý                     | 49°11′24″ s. š., 16°36′5″ v. d.  |
| 2002   | Popovský jasan                        | Karlovarský kraj     | jasan ztepilý                          | 50°20′16″ s. š., 12°55′4″ v. d.  |
| 2003   | Buk u kostela v Jihlavě               | Kraj Vysočina        | buk lesní                              | 49°23′42″ s. š., 15°35′38″ v. d. |
| 2004   | Památná lípa v Zámrsku                | Pardubický kraj      | lípa malolistá                         | 49°59′17″ s. š., 16°7′50″ v. d.  |
| 2005   | Pernštejnský tis                      | Jihomoravský kraj    | tis červený                            | 49°27′8″ s. š., 16°19′2″ v. d.   |
| 2006   | Lípa na hradě Sádek                   | Kraj Vysočina        | lípa malolistá                         | 49°9′30″ s. š., 15°48′16″ v. d.  |
| 2007   | Stojanova lípa v Beňově               | Olomoucký kraj       | lípa malolistá                         | 49°24′59″ s. š., 17°30′2″ v. d.  |
| 2008   | Lípa Jana Gurreho                     | Jihočeský kraj       | lípa velkolistá                        | 48°51′23″ s. š., 14°29′17″ v. d. |
| 2009   | Kotelská lípa                         | Liberecký kraj       | lípa velkolistá                        | 50°41′8″ s. š., 14°56′53″ v. d.  |
| 2010   | Hromův dub                            | Olomoucký kraj       | dub letní                              | 49°38′23″ s. š., 17°15′9″ v. d.  |
| 2011   | Dubová alej ve Skaličce               | Olomoucký kraj       | dub letní                              | 49°31′6″ s. š., 17°47′55″ v. d.  |
| 2012   | Lípa z Novodvorské aleje              | Jihomoravský kraj    | lípa malolistá                         | 49°22′39″ s. š., 16°42′56″ v. d. |
| 2013   | Dub ochránce ve Višňové               | Liberecký kraj       | dub letní                              | 50°56′20″ s. š., 15°1′38″ v. d.  |
| 2014   | Opatovická borovice                   | Jihomoravský kraj    | borovice černá rakouská                | 49°36′37″ s. š., 16°40′11″ v. d. |
| 2015   | Tatobitská lípa                       | Liberecký kraj       | kříženec lípy velkolisté a lípy zelené | 50°34′6″ s. š., 15°16′28″ v. d.  |
| 2016   | Lípa v Lipce                          | Pardubický kraj      | lípa malolistá                         | 49°47′45″ s. š., 15°43′59″ v. d. |
| 2017   | Ořešák v Kvasicích                    | Zlínský kraj         | ořešák černý                           | 49°14′41″ s. š., 17°28′19″ v. d. |
| 2018   | Zádvorská lepa ve Velkých Opatovicích | Jihomoravský kraj    | lípa velkolistá                        | 49°36′39″ s. š., 16°39′53″ v. d. |
| 2019   | Chudobínská borovice                  | Kraj Vysočina        | borovice lesní                         | 49°34′19″ s. š., 16°16′36″ v. d. |
| 2020   | Jabloň u Lidmanů v Machově            | Královéhradecký kraj | jabloň domácí (Blenheimská reneta)     | 50°29′51″ s. š., 16°17′38″ v. d. |
| 2021   | Lukasova lípa                         | Pardubický kraj      | lípa velkolistá                        | 49°42′9″ s. š., 16°10′31″ v. d.  |
| 2022   | Hrušeň hnilička v Dlouhé Lhotě        | Středočeský kraj     | hrušeň obecná                          | 49°42′28″ s. š., 14°6′50″ v. d.  |
| 2023   | Hrušeň u Mrákotína                    | Pardubický kraj      | hrušeň obecná                          | 49°49′11″ s. š., 15°57′45″ v. d. |
| 2024   | Lukavický dub                         | Pardubický kraj      | dub letní                              | 49°53′22″ s. š., 15°50′6″ v. d.  |

- Chudobínská borovice (2019) má i titul Evropský strom roku (2020)

## Jednotlivé ročníky

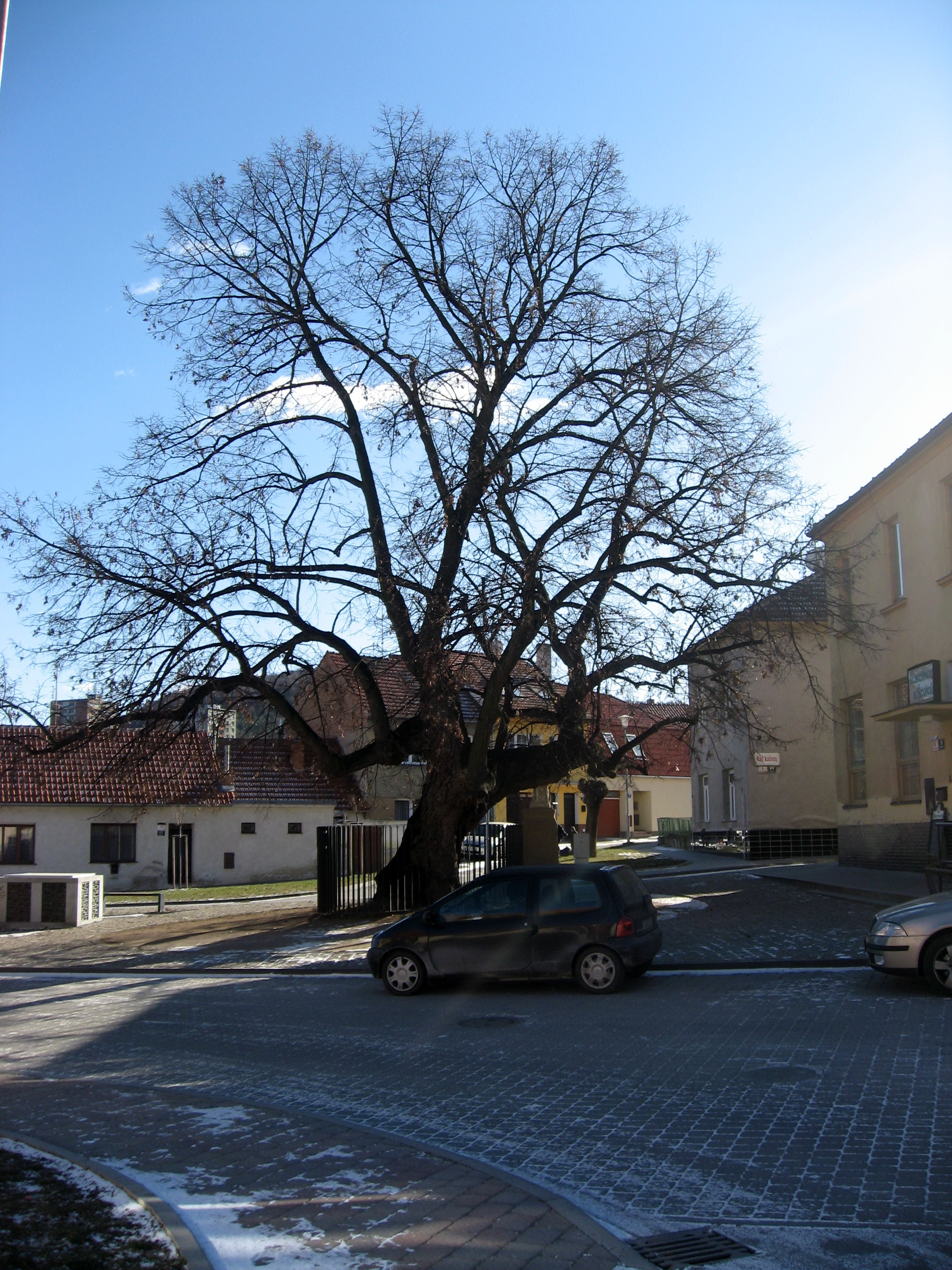
Bystrcká lípa stará 380–400 let (Strom roku 2000)

### Strom roku 2000 (Brno)
| 1. | Bystrcká lípa v Brně | Jihomoravský kraj |

### Strom roku 2001 (Brno)
| 1. | Platan u svaté Anny | Jihomoravský kraj |

### Strom roku 2002

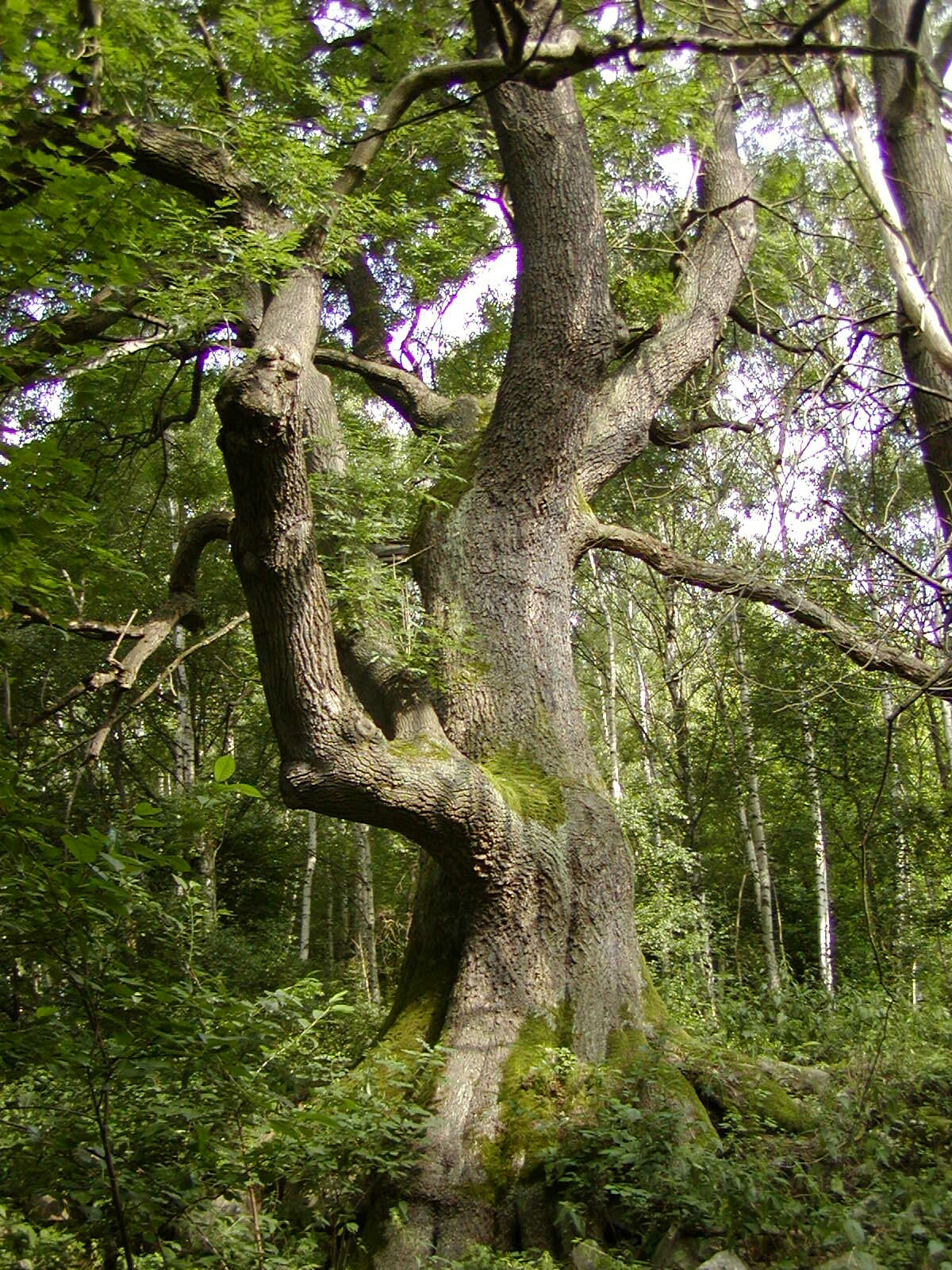
Popovský jasan starý zhruba 250 let (Strom roku 2002)

| 1.  | Popovský jasan               | Karlovarský kraj     | 444 hlasů |
| 2.  | Podbořanská lípa u Nepomyšle | Ústecký kraj         | 300 hlasů |
| 3.  | Lípa u Izidora               | Královéhradecký kraj | 203 hlasů |
| 4.  | Lukasova zpívající lípa      | Pardubický kraj      | 112 hlasů |
| 5.  | Tachlovická vrba             | Středočeský kraj     | 99 hlasů  |
| 6.  | Jinan v Moštěnicích          | Olomoucký kraj       | 62 hlasů  |
| 7.  | Kotelské lípy                | Liberecký kraj       | 28 hlasů  |
| 8.  | Ranská alej                  | kraj Vysočina        | 25 hlasů  |
| 9.  | Jilm v Ropici                | Moravskoslezský kraj | 17 hlasů  |
| 10. | Buk na Bařince               | Zlínský kraj         | 16 hlasů  |
| 11. | Bystrcká lípa                | Jihomoravský kraj    | 12 hlasů  |
| 12. | Lipová alej v Druztové       | Plzeňský kraj        | 7 hlasů   |

- celkový počet hlasů: 1 325

### Strom roku 2003

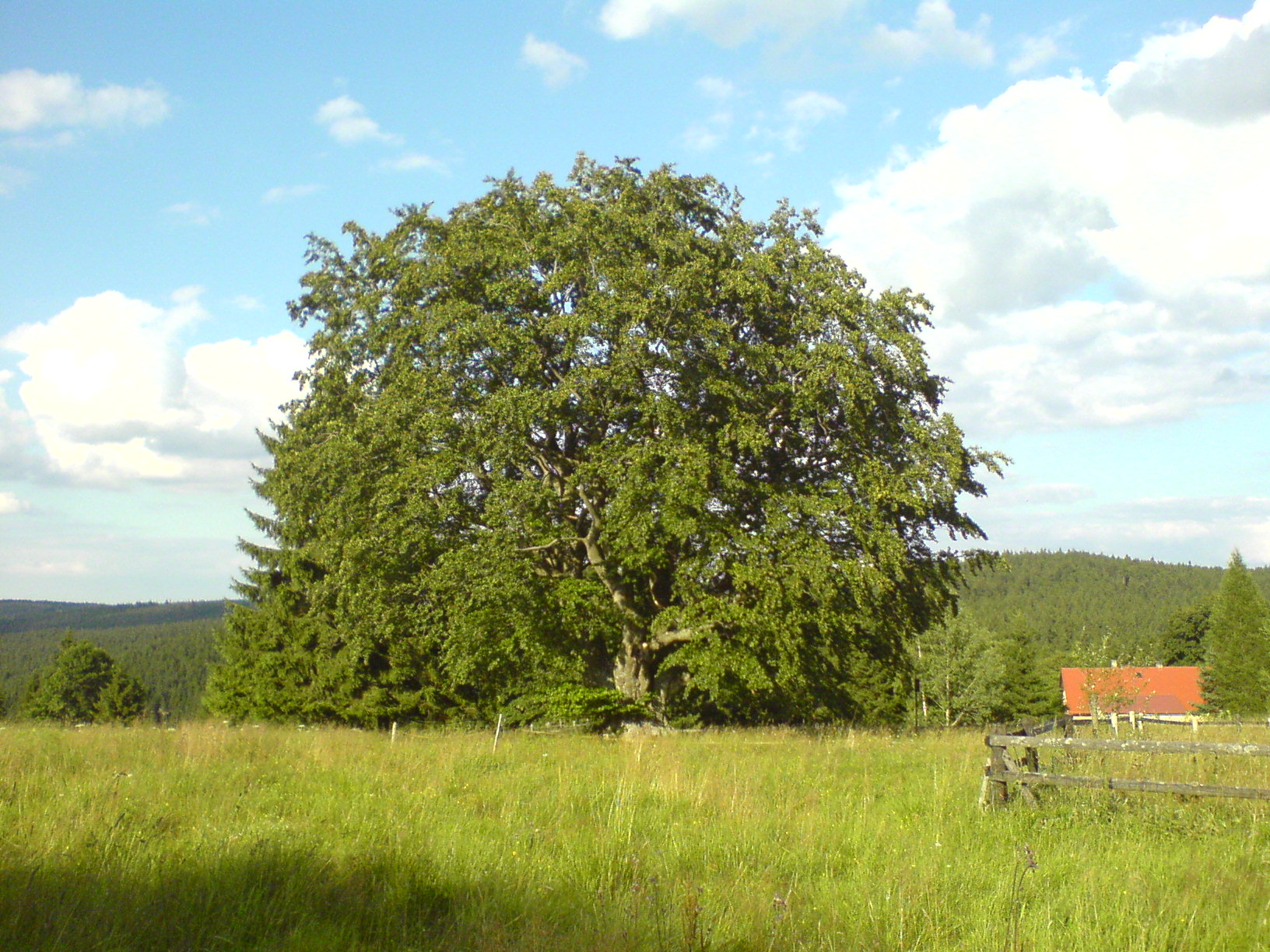
Pastýřský buk (cca 250 let) se umístil na 2. místě v anketě Strom roku 2003

| 1.  | Buk sv. Jakuba v Jihlavě                | kraj Vysočina        | 6064 hlasů |
| 2.  | Pastýřský buk u Lazů                    | Karlovarský kraj     | 5783 hlasů |
| 3.  | Oskeruše u Strážnice                    | Jihomoravský kraj    | 3907 hlasů |
| 4.  | Velenovského buk (u kapličky) u Čekanic | Jihočeský kraj       | 3581 hlasů |
| 5.  | Chlumecký dub                           | Ústecký kraj         | 1978 hlasů |
| 6.  | Domamyslická lípa                       | Olomoucký kraj       | 1155 hlasů |
| 7.  | Sekvojovec v Břestku                    | Zlínský kraj         | 1101 hlasů |
| 8.  | Buk v oboře Hukvaldy                    | Moravskoslezský kraj | 1029 hlasů |
| 9.  | Pyšelský dub                            | Středočeský kraj     | 950 hlasů  |
| 10. | Libkovský buk                           | Pardubický kraj      | 856 hlasů  |
| 11. | Krčínské lípy v Novém Městě             | Královéhradecký kraj | 34 hlasů   |
| 12. | Těpeřské lípy                           | Liberecký kraj       | 16 hlasů   |

- celkový počet hlasů: 26 545 [6]

### Strom roku 2004

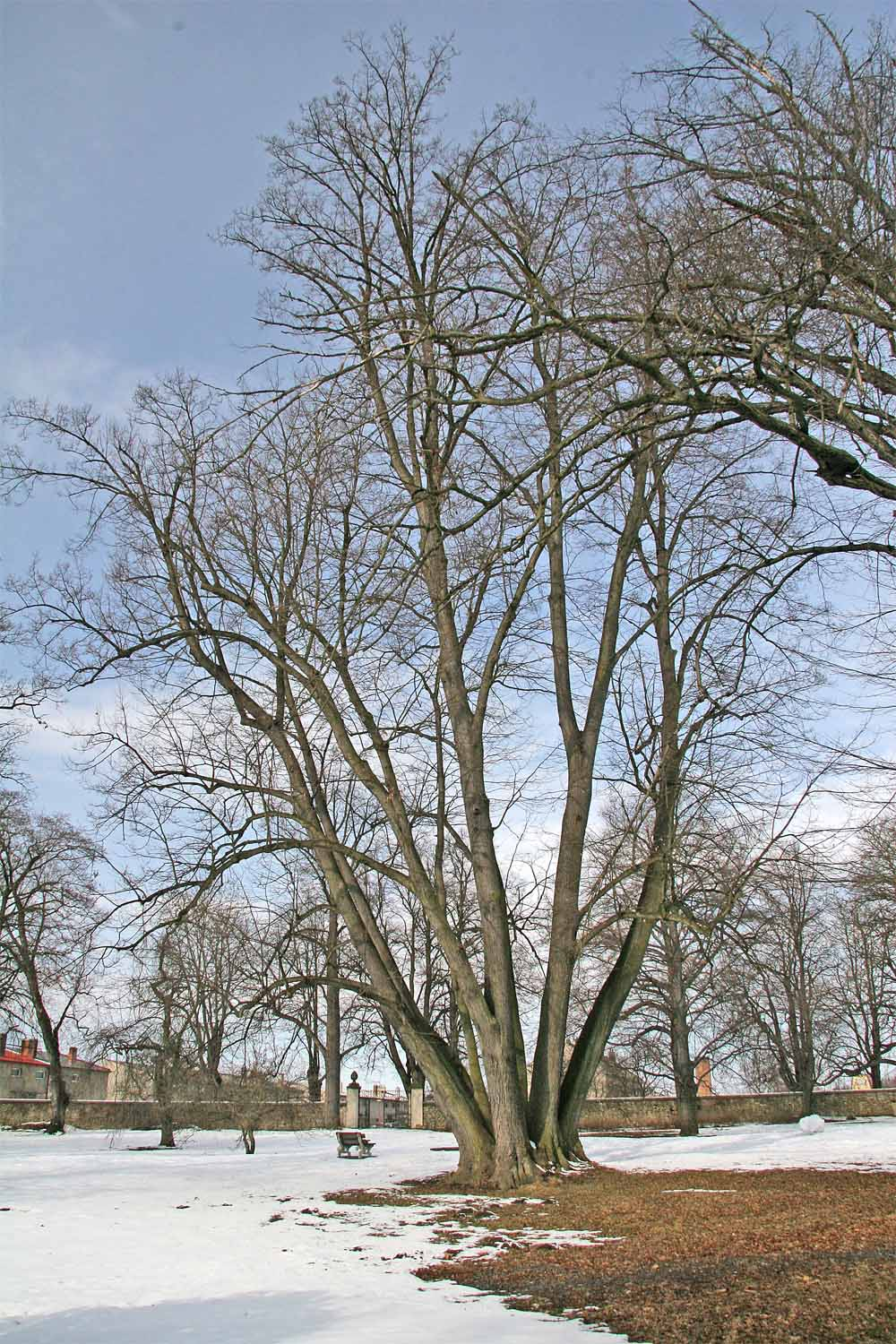
Šestikmenná lípa v Zámrsku je stará přes 150 let (Strom roku 2004)

| 1.  | Šestikmenná lípa               | Pardubický kraj      | 4817 hlasů |
| 2.  | Jilm splněných přání           | Olomoucký kraj       | 2793 hlasů |
| 3.  | Jírovce v Dolních Kněžekladech | Jihomoravský kraj    | 2693 hlasů |
| 4.  | Těšanská lípa                  | Zlínský kraj         | 1644 hlasů |
| 5.  | Dub u Skalice u Smiřic         | Královéhradecký kraj | 1109 hlasů |
| 6.  | Kaštanovník z Doupovských hor  | Karlovarský kraj     | 935 hlasů  |
| 7.  | Buk v Budlíně                  | Ústecký kraj         | 771 hlasů  |
| 8.  | Břek v Tvarožné                | Jihomoravský kraj    | 750 hlasů  |
| 9.  | Rohanův buk                    | Liberecký kraj       | 571 hlasů  |
| 10. | Mníšecká alej                  | Středočeský kraj     | 236 hlasů  |
| 11. | Dub u dvora Skalkov            | Středočeský kraj     | 128 hlasů  |
| 12. | Pavlovický buk                 | kraj Vysočina        | 51 hlasů   |

- celkový počet hlasů: 16 498

### Strom roku 2005
| 1.  | Pernštejnský tis            | Jihomoravský kraj    | 6 731 hlasů |
| 2.  | Votický javor               | Středočeský kraj     | 5 094 hlasů |
| 3.  | Lípa u ústějovské kapličky  | Jihočeský kraj       | 4 879 hlasů |
| 4.  | Maxův klen u Kozího potoka  | Karlovarský kraj     | 4 354 hlasů |
| 5.  | Největší jilm (v Hřebenech) | Liberecký kraj       | 3691 hlasů  |
| 6.  | Lipnický Opičák             | Olomoucký kraj       | 3 402 hlasů |
| 7.  | Skaštická lípa              | Zlínský kraj         | 3 211 hlasů |
| 8.  | Dub Bzdinka                 | Středočeský kraj     | 1 538 hlasů |
| 9.  | Ronovská líska              | Pardubický kraj      | 1 431 hlasů |
| 10. | Klamošská lípa              | Královéhradecký kraj | 1 333 hlasů |
| 11. | Lípa Márinka v Habrovanech  | Jihomoravský kraj    | 1 042 hlasů |
| 12. | Lípa v Radonicích           | Ústecký kraj         | 495 hlasů   |

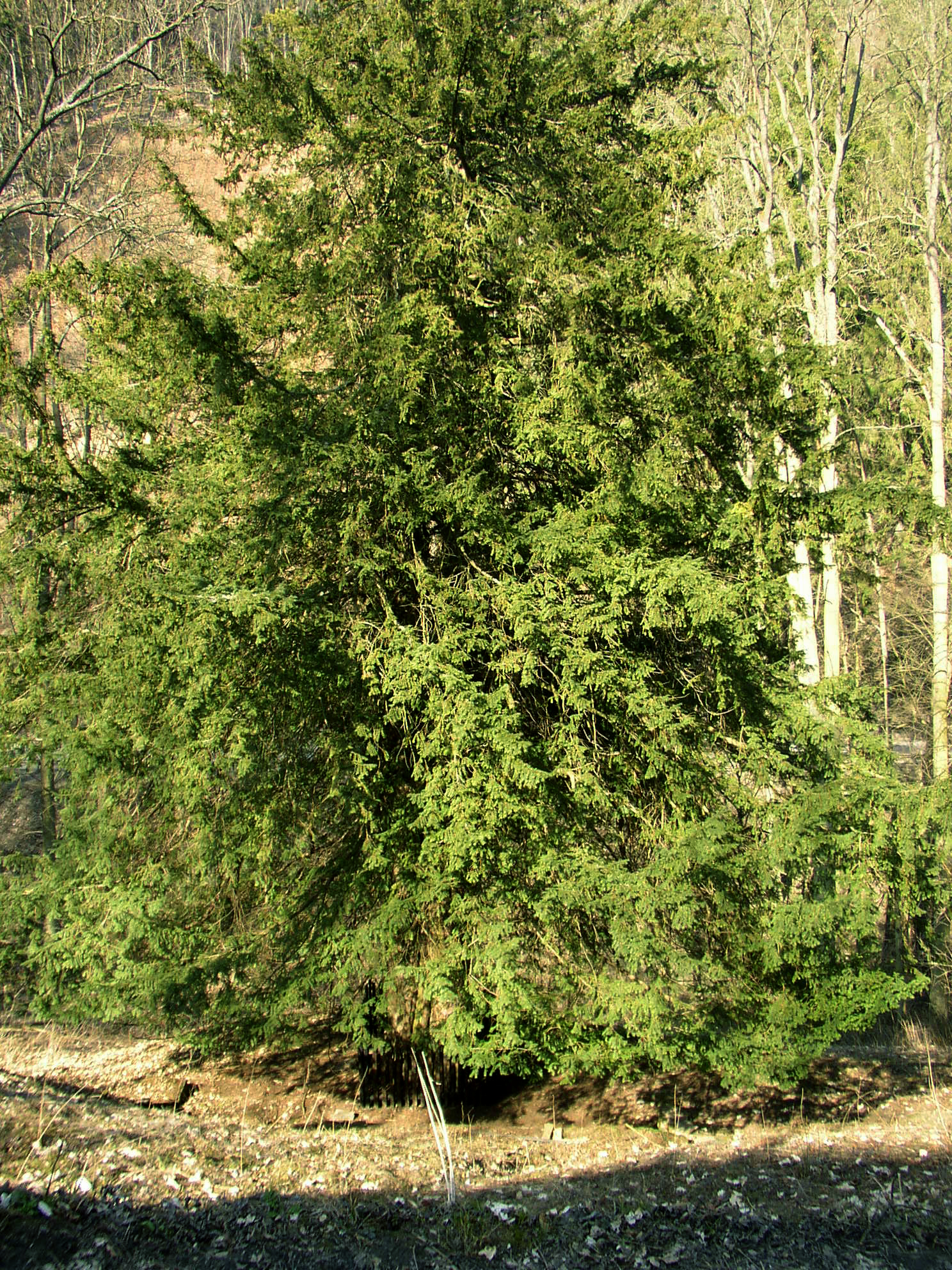
Pernštejnský tis (přes 1000 let) je Strom roku 2005

- celkový počet hlasů: přes 37 tisíc
- výtěžek sbírky: přes 180 tisíc Kč [8]

### Strom roku 2006
| 1.  | Lípa u hradu Sádek        | kraj Vysočina        | 11 785 hlasů |
| 2.  | Lípa na platořské návsi   | Plzeňský kraj        | 11 738 hlasů |
| 3.  | Vojtěchův dub             | Královéhradecký kraj | 7 907 hlasů  |
| 4.  | Jasan pana Šolce          | Karlovarský kraj     | 4 358 hlasů  |
| 5.  | Bzenecká lípa             | Jihomoravský kraj    | 3 829 hlasů  |
| 6.  | Dub u Sušanky             | Moravskoslezský kraj | 3 241 hlasů  |
| 7.  | Švábenický dub            | Jihomoravský kraj    | 2 150 hlasů  |
| 8.  | Slanická lípa             | Jihočeský kraj       | 2 116 hlasů  |
| 9.  | Lípa Johany z Rožmitálu   | Středočeský kraj     | 2 069 hlasů  |
| 10. | Lípa z Moravského Berouna | Olomoucký kraj       | 1 020 hlasů  |
| 11. | Varnsdorfská hruška       | Ústecký kraj         | 371 hlasů    |
| 12. | Vendolská lípa            | Pardubický kraj      | 99 hlasů     |

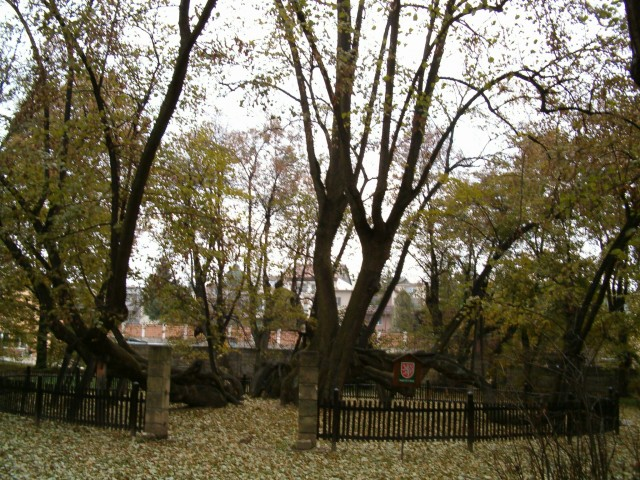
Bzenecká lípa je stará 900 let (5. místo v anketě Strom roku 2006)

- celkový počet hlasů: přes 50 tisíc
- výtěžek sbírky: přes 200 tisíc Kč [9]

### Strom roku 2007

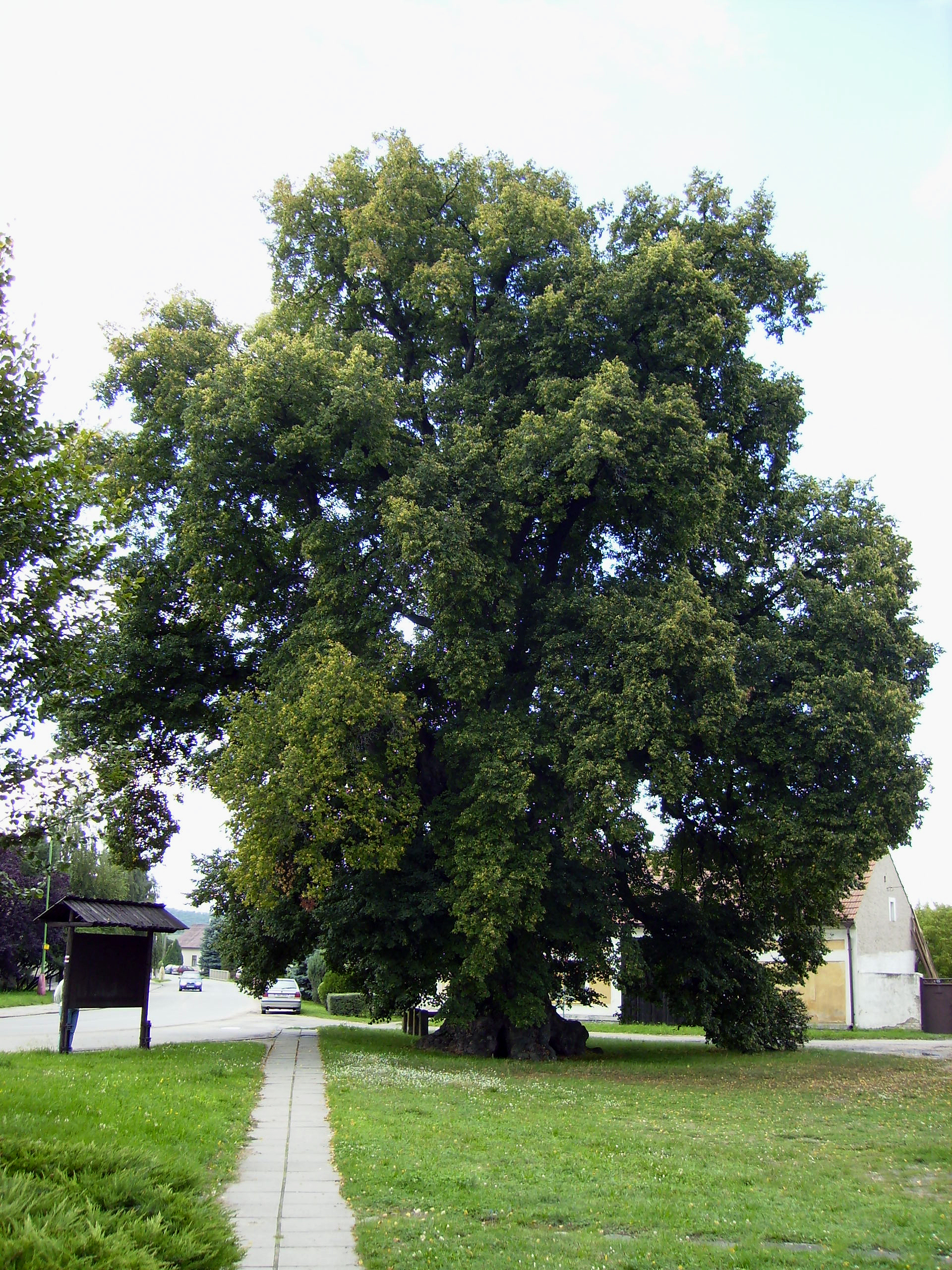
Tisíciletá lípa ve Staré Lysé (2. místo v anketě Strom roku 2007)

| 1.  | Stojanova lípa          | Olomoucký kraj       | 22 571 hlasů |
| 2.  | Lípa ve Staré Lysé      | Středočeský kraj     | 11 187 hlasů |
| 3.  | Hrušeň v Hrachovišti    | Jihočeský kraj       | 7 192 hlasů  |
| 4.  | Školní buk              | Liberecký kraj       | 4 864 hlasů  |
| 5.  | Prosetínský dub         | kraj Vysočina        | 4 258 hlasů  |
| 6.  | Sokolské lípy           | Praha                | 2 798 hlasů  |
| 7.  | Švandova lípa           | Jihočeský kraj       | 2 409 hlasů  |
| 8.  | Polomská lípa           | Moravskoslezský kraj | 1 986 hlasů  |
| 9.  | Buk na Bařince          | Zlínský kraj         | 1 691 hlasů  |
| 10. | Platan skřítka Kociánka | Jihomoravský kraj    | 885 hlasů    |
| 11. | Lípy ze Sedliště        | Plzeňský kraj        | 546 hlasů    |
| 12. | Stolanský javor         | Pardubický kraj      | 201 hlasů    |

- celkový počet hlasů: 60 588
- výtěžek sbírky: 220 tisíc Kč [10]

### Strom roku 2008
| 1.  | Lípa Jana Gurreho         | Jihočeský kraj       | 33 967 hlasů |
| 2.  | Josefovská oskeruše       | Jihomoravský kraj    | 18 091 hlasů |
| 3.  | Dub z Branického Mezivrší | Praha                | 16 555 hlasů |
| 4.  | Schillerův dub            | Liberecký kraj       | 6 543 hlasů  |
| 5.  | Krčmaňský borek           | Olomoucký kraj       | 4 223 hlasů  |
| 6.  | Klokočovská lípa          | kraj Vysočina        | 2 700 hlasů  |
| 7.  | Žižkův buk v Malčíně      | kraj Vysočina        | 2 020 hlasů  |
| 8.  | Lípa pod Ticholovcem      | Plzeňský kraj        | 2 011 hlasů  |
| 9.  | Prakšická hrušeň polnička | Zlínský kraj         | 671 hlasů    |
| 10. | Lidická hrušeň            | Středočeský kraj     | 392 hlasů    |
| 11. | Lípa svobody v Náchodě    | Královéhradecký kraj | 120 hlasů    |
| 12. | Jabloň skalická hrabůvka  | Moravskoslezský kraj | 45 hlasů     |

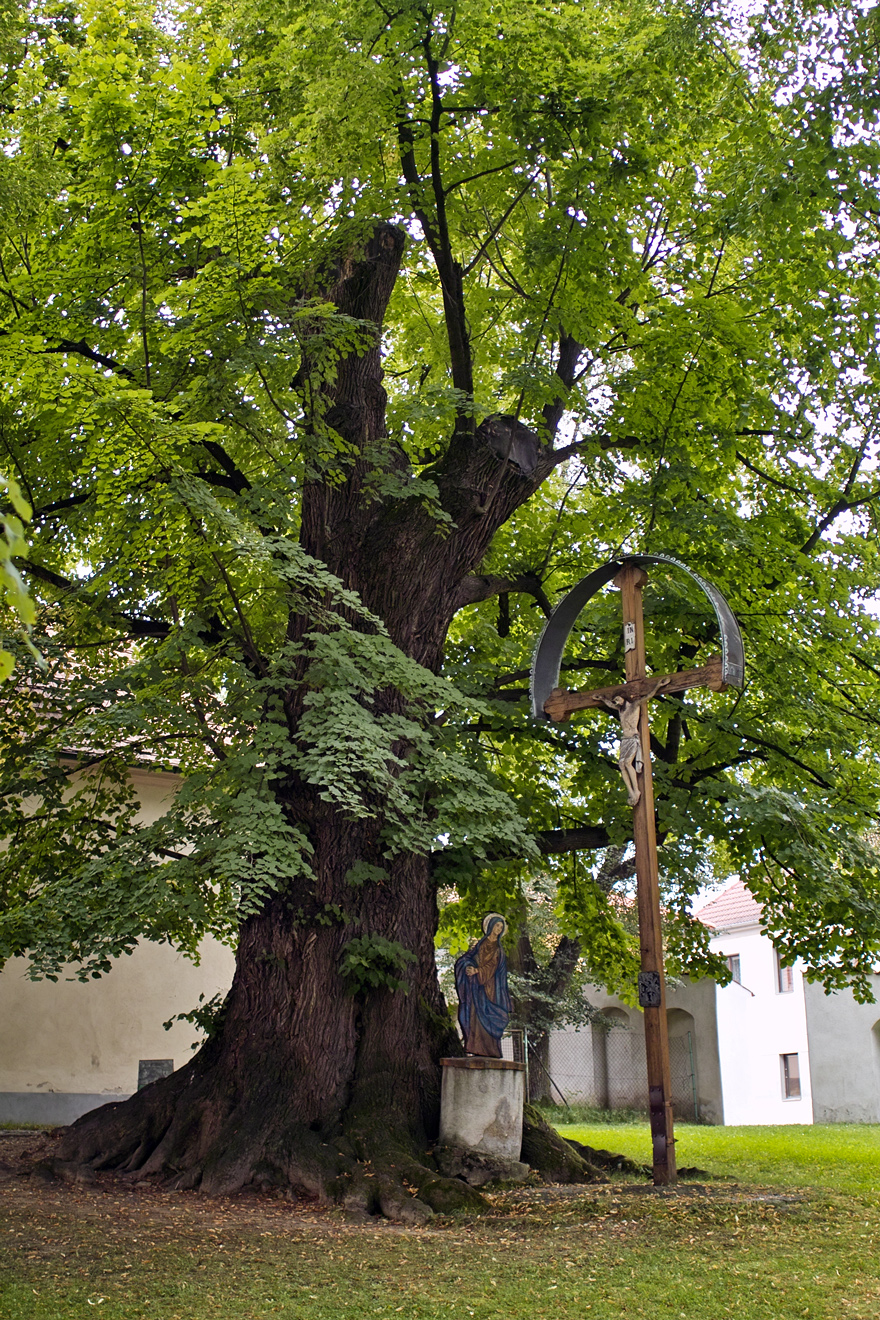
Lípa Jana Gurreho v Římově (cca 680 let) je Stromem roku 2008

- celkový počet hlasů: přes 87 tisíc
- výtěžek sbírky: 620 tisíc Kč [11]

### Strom roku 2009

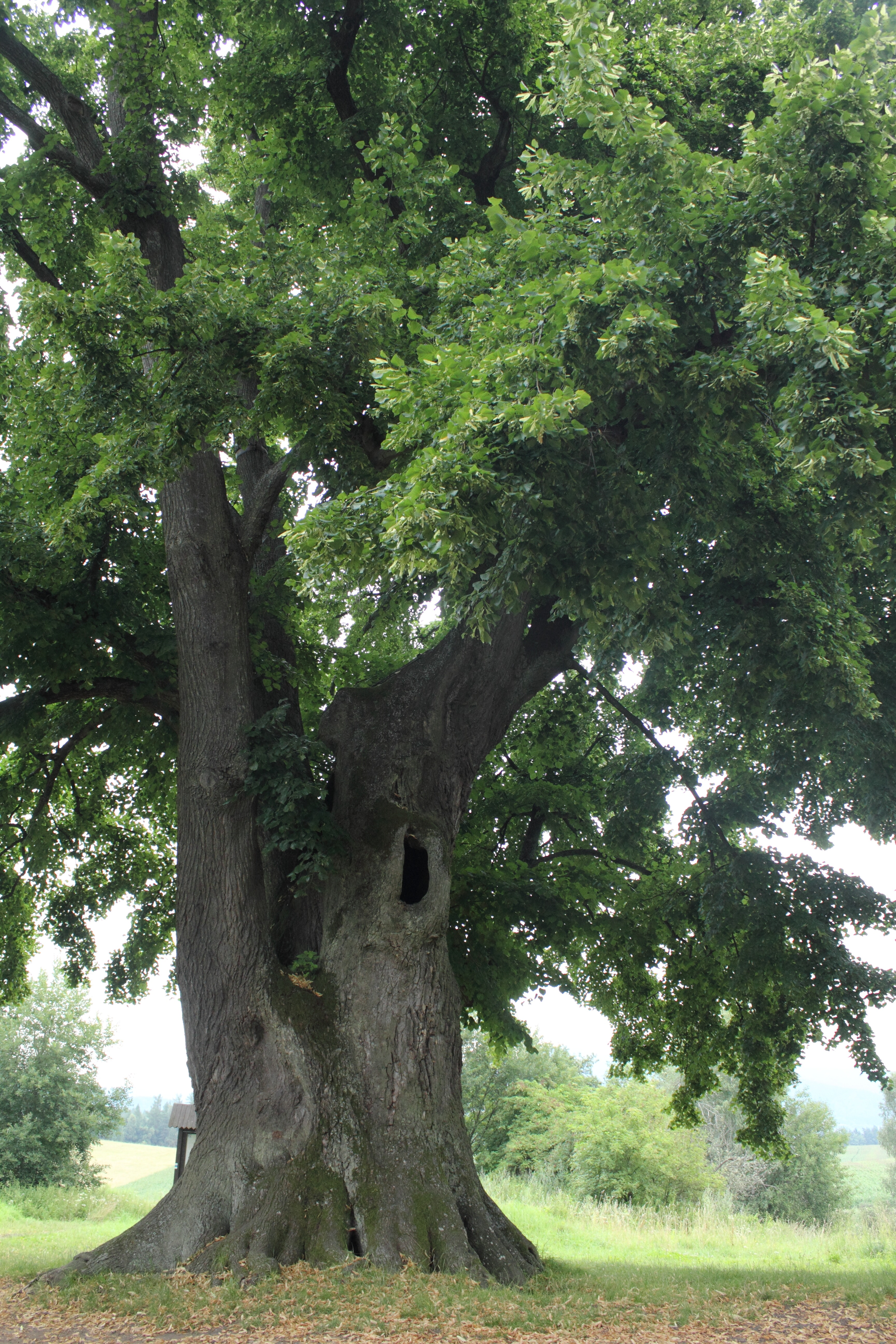
Kotelská lípa

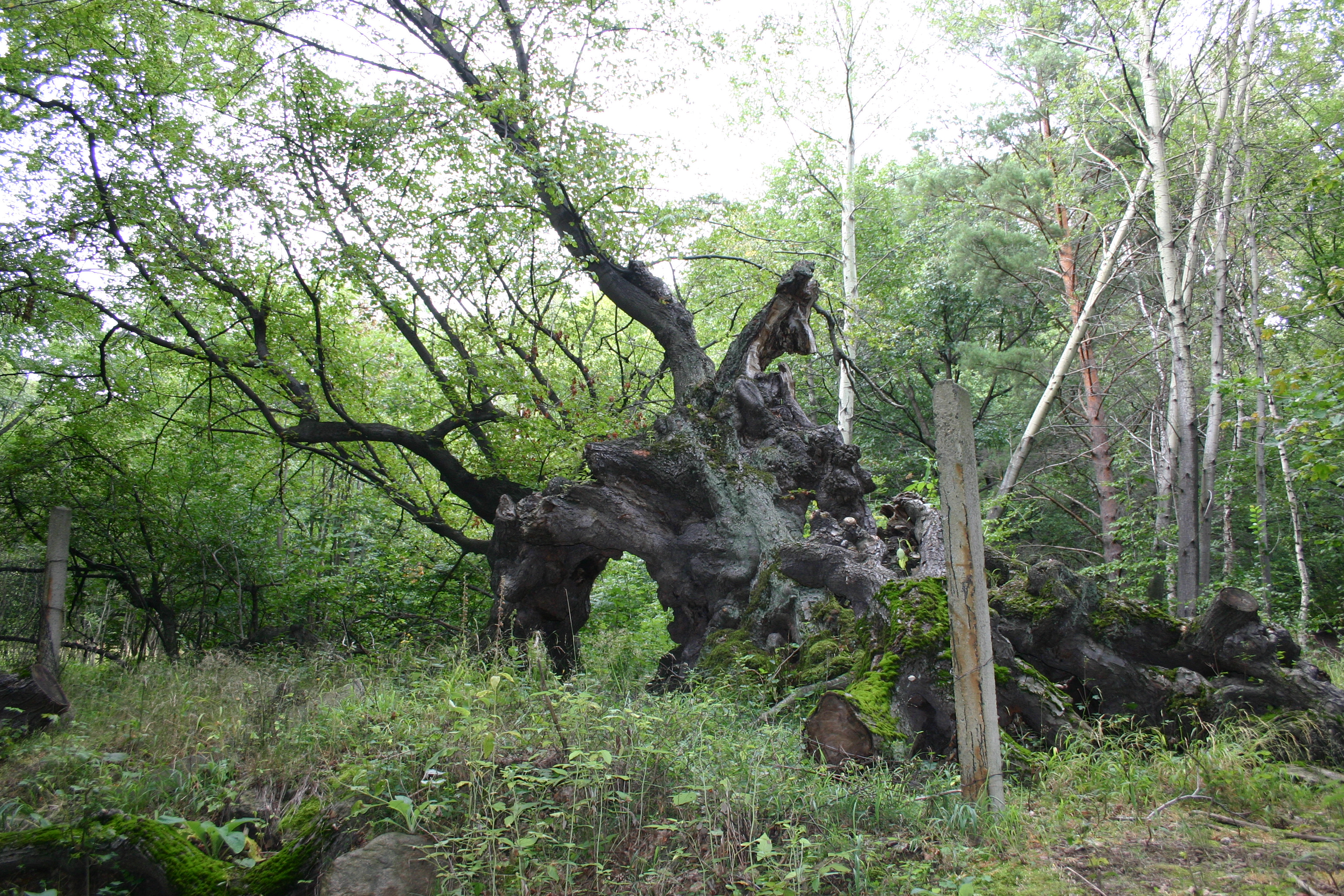
Žeberská lípa (700–750 let)

| 1.  | Kotelská lípa                | Liberecký kraj       | 11 281 hlasů |
| 2.  | Mladějovická lípa            | Olomoucký kraj       | 7 805 hlasů  |
| 3.  | Kladrubský klášterní dub     | Plzeňský kraj        | 6 387 hlasů  |
| 4.  | Jasan ve Světlé Hoře         | Moravskoslezský kraj | 6 017 hlasů  |
| 5.  | Lípa Samaritánka v Hradišti  | Jihomoravský kraj    | 4 656 hlasů  |
| 6.  | Lípa u fary v Horním Maršově | Královéhradecký kraj | 2 631 hlasů  |
| 7.  | Lípa v Kamenici nad Lipou    | kraj Vysočina        | 2 383 hlasů  |
| 8.  | Zlámanská oskeruše           | Zlínský kraj         | 2 314 hlasů  |
| 9.  | Dub u Postupic               | Středočeský kraj     | 1 601 hlasů  |
| 10. | Žeberská lípa                | Ústecký kraj         | 836 hlasů    |
| 11. | Pozořické vrby               | Jihomoravský kraj    | 514 hlasů    |
| 12. | Žižkova hrušeň v Otěvěku     | Jihočeský kraj       | 219 hlasů    |

- celkový počet hlasů: 46 644
- výtěžek sbírky: 170 460 Kč [12]

### Strom roku 2010

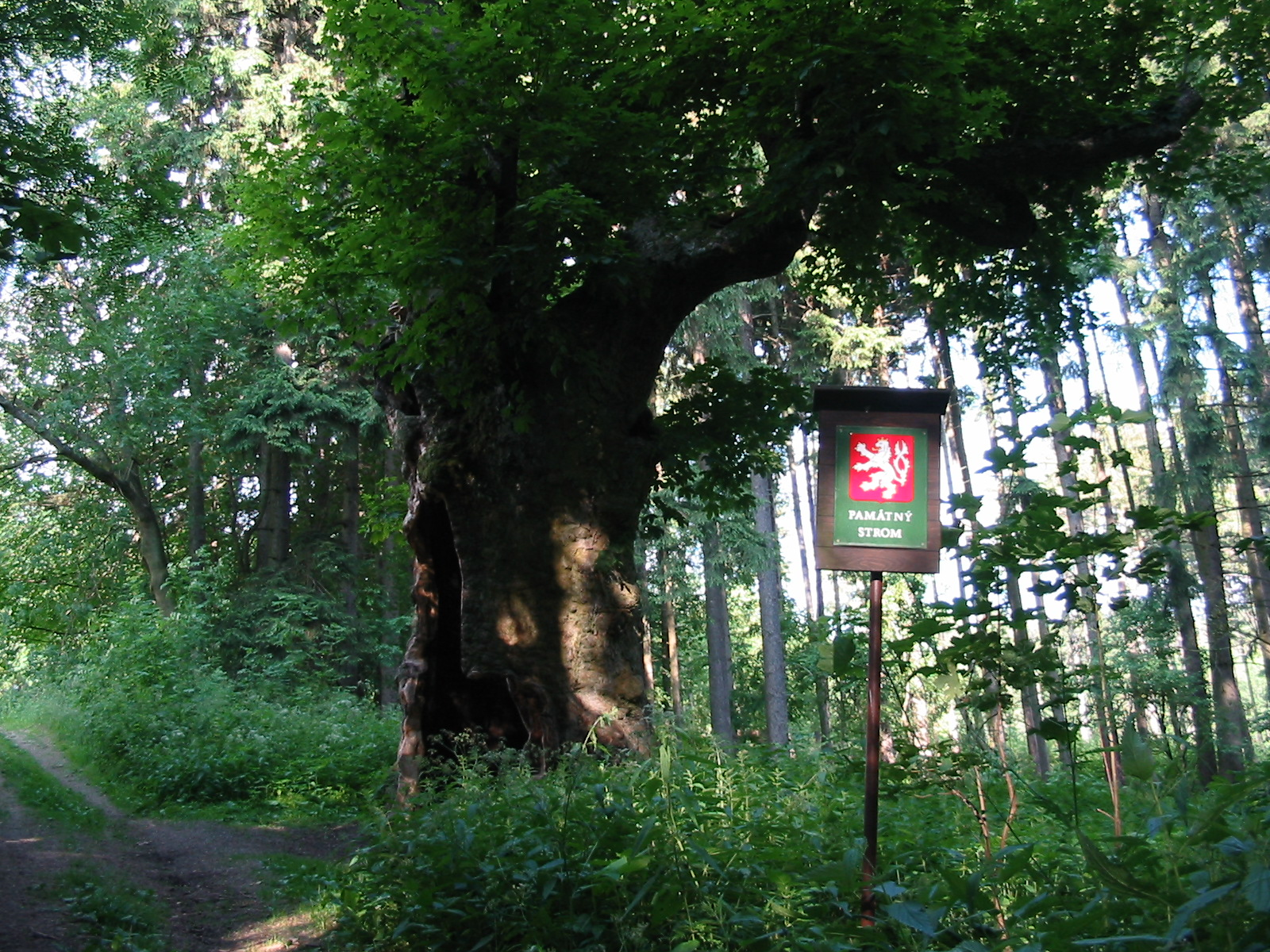
Velký javor u Věstoňovic (okres Třebíč) je starý cca 600 let

| 1.  | Hromův dub              | Olomoucký kraj       | 12 329 hlasů |
| 2.  | Zlatá lípa              | Moravskoslezský kraj | 7 415 hlasů  |
| 3.  | Lomnický buk            | Jihomoravský kraj    | 6 879 hlasů  |
| 4.  | Měchnovský dub          | Středočeský kraj     | 5 002 hlasů  |
| 5.  | Borovice v Duchcově     | Ústecký kraj         | 3 236 hlasů  |
| 6.  | Velký javor             | kraj Vysočina        | 2 189 hlasů  |
| 7.  | Dub od Jeřábků          | Pardubický kraj      | 1 255 hlasů  |
| 8.  | Školní platan           | Jihomoravský kraj    | 621 hlasů    |
| 9.  | Běstvinská jabloň       | Královéhradecký kraj | 616 hlasů    |
| 10. | Jasan u Starého Bydžova | Královéhradecký kraj | 535 hlasů    |
| 11. | Prachatický jilm        | Jihočeský kraj       | 455 hlasů    |
| 12. | Přáslavický dub         | Liberecký kraj       | 28 hlasů     |

- celkový počet hlasů: 40 560
- výtěžek sbírky: nebylo uvedeno[13]

### Strom roku 2011

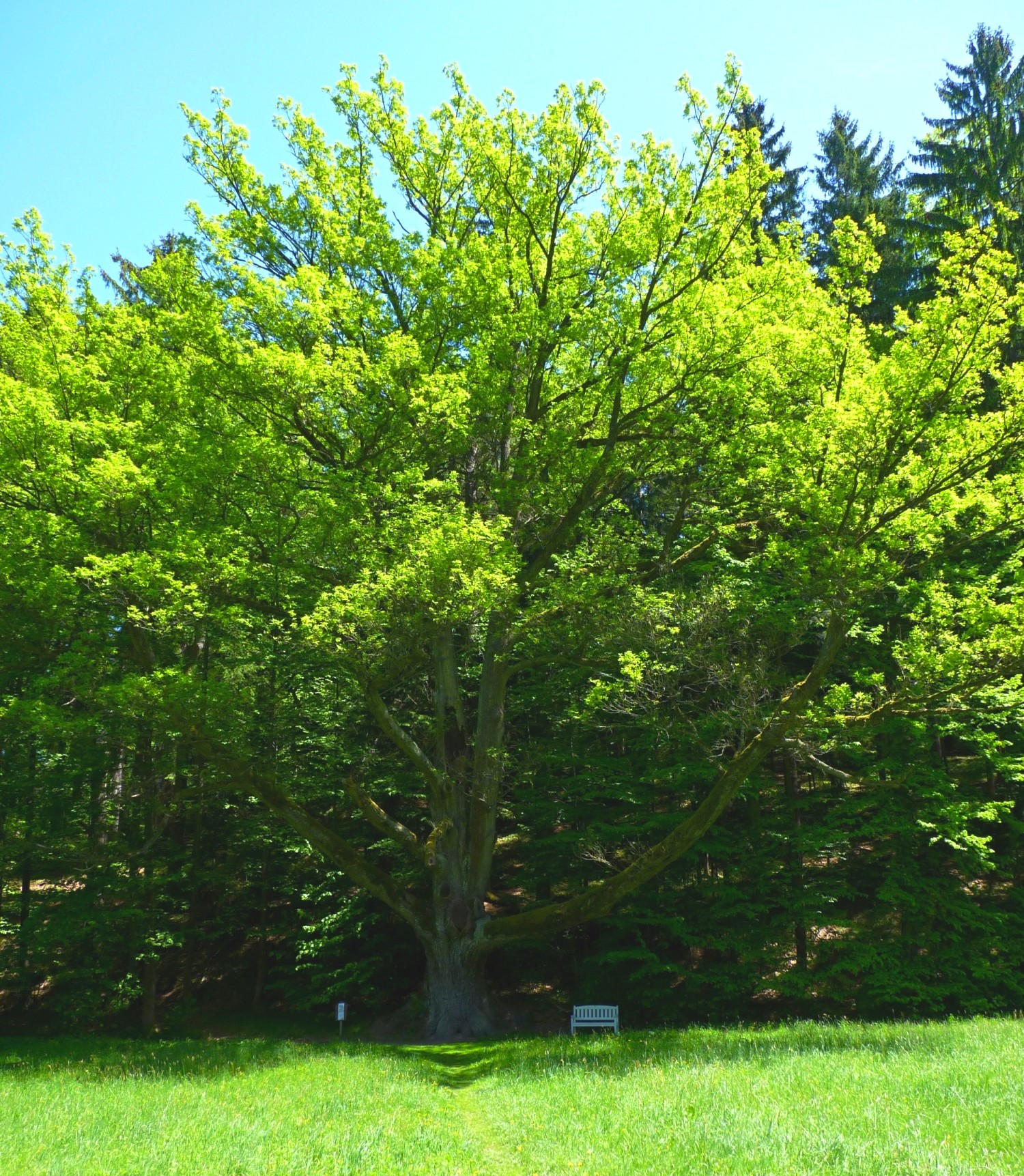
Strom svatebčanů v Terčině údolí u Nových Hradů (2011)

| 1.  | Dubová alej ve Skaličce  | Olomoucký kraj       | 100–450 let | 12 645 hlasů |
| 2.  | Hruška v Horním poli     | Zlínský kraj         | 300 let     | 8 992 hlasů  |
| 3.  | Skalický platan          | Jihomoravský kraj    | 180 let     | 5 818 hlasů  |
| 4.  | Strom svatebčanů         | Jihočeský kraj       | 500–600 let | 5 375 hlasů  |
| 5.  | Klášterní dub v Broumově | Královéhradecký kraj | 250 let     | 2 852 hlasů  |
| 6.  | Chýnovské jasany         | Jihočeský kraj       | 200 let     | 2 305 hlasů  |
| 7.  | Ostrovecká lípa          | Plzeňský kraj        | 200 let     | 1 984 hlasů  |
| 8.  | Janovická lípa           | Vysočina             | 100 let     | 1 006 hlasů  |
| 9.  | Dub v Záchlumí           | Plzeňský kraj        | 98 let      | 997 hlasů    |
| 10. | Buk z Červených Peček    | Středočeský kraj     | 90–120 let  | 792 hlasů    |
| 11. | Dub spravedlnosti        | Královéhradecký kraj | 370 let     | 681 hlasů    |
| 12. | Alej na Kamenném vrchu   | Ústecký kraj         | 70–200 let  | 523 hlasů    |

- celkový počet hlasů: 43 970
- výtěžek sbírky: 148 tisíc Kč[16]

### Strom roku 2012

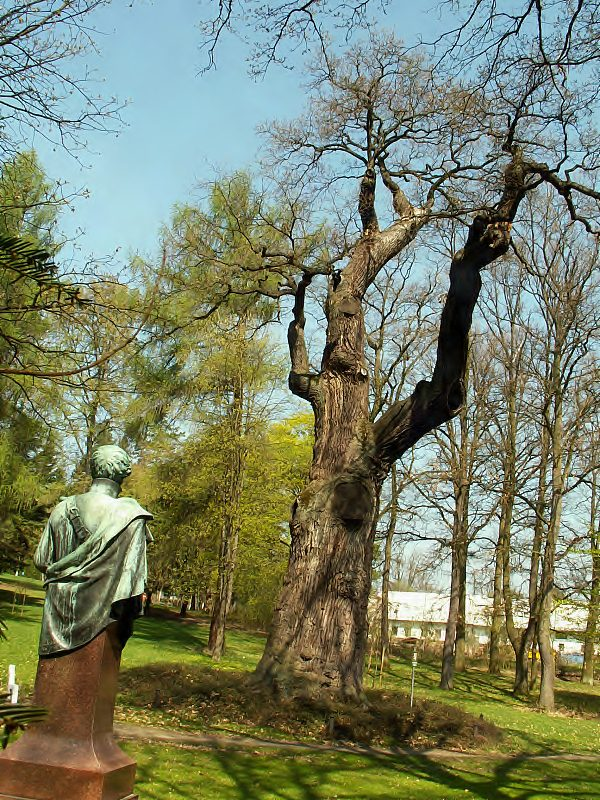
Tisíciletý Körnerův dub

| Č.  | Název                    | Kraj                 | Stáří       | Celkem hlasů |
| --- | ------------------------ | -------------------- | ----------- | ------------ |
| 1.  | Lípa z Novodvorské aleje | Jihomoravský kraj    | 200 let     | 9 879        |
| 2.  | Školní buk               | Olomoucký kraj       | 105–110 let | 3 120        |
| 3.  | Jiřická lípa             | Vysočina             | 600–700 let | 2 988        |
| 4.  | Lidická hrušeň           | Středočeský kraj     | 70 let      | 2 640        |
| 5.  | Lípa v Mokrém            | Královéhradecký kraj | 100 let     | 2 566        |
| 6.  | Popické lípy             | Jihomoravský kraj    | 120 let     | 1 780        |
| 7.  | Dub v Proboštově         | Ústecký kraj         | 300 let     | 1 446        |
| 8.  | Körnerův dub             | Karlovarský kraj     | 700 let     | 1 418        |
| 9.  | Kaštan u kostela         | Plzeňský kraj        | 150 let     | 835          |
| 10. | Lípa svobody v Karviné   | Moravskoslezský kraj | 44 let      | 698          |
| 11. | Kobzova lípa             | Zlínský kraj         | 370 let     | 632          |
| 12. | Žižkův dub               | Pardubický kraj      | 700 let     | 71           |

- celkový počet hlasů: 28 073[21]
- výtěžek sbírky: 102 474 Kč[21]

### Strom roku 2013

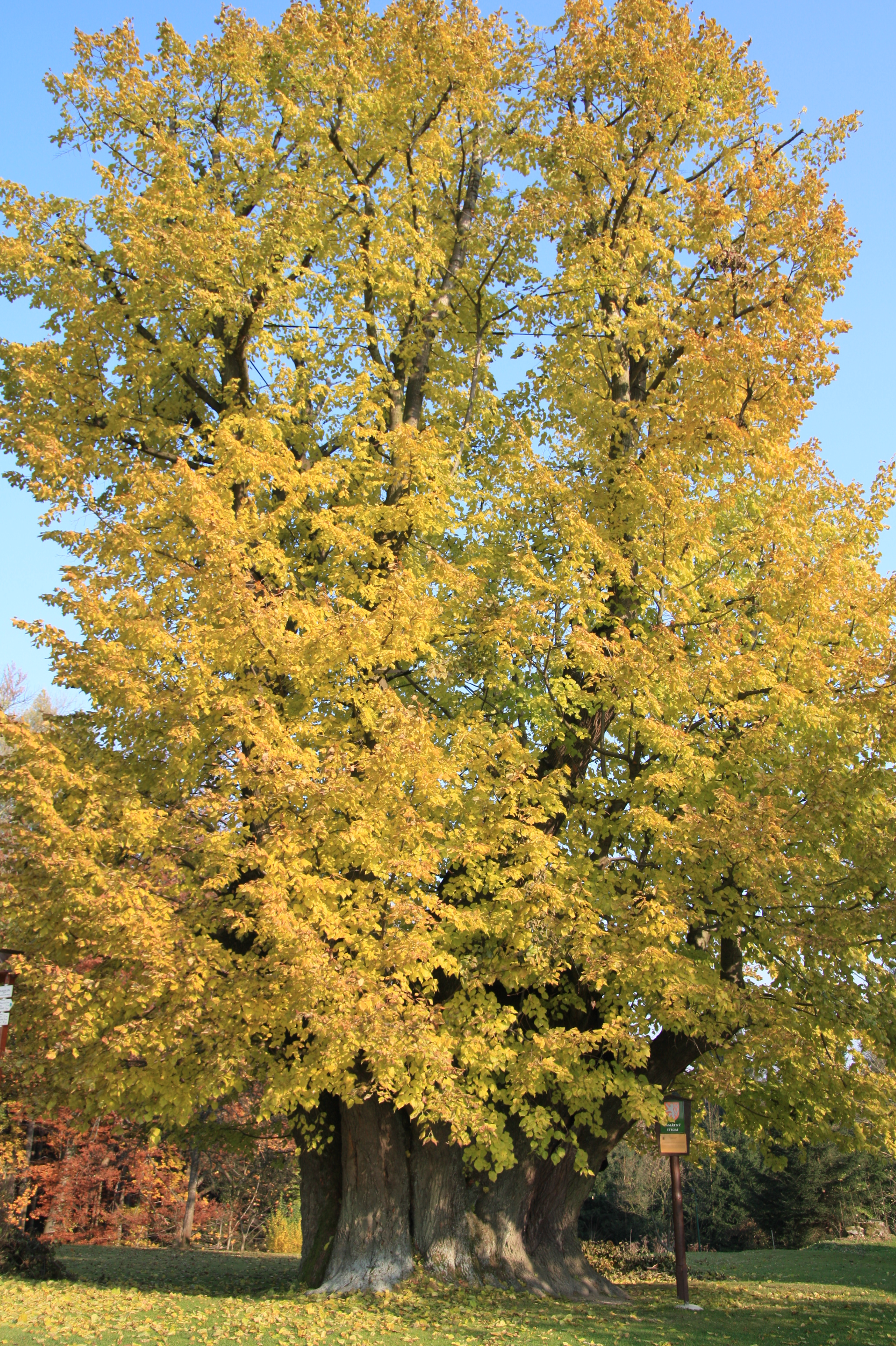
Vejdova lipa, nejmohutnější strom České republiky s obvodem kmene téměř 13 metrů

| Č.  | Název                  | Kraj                 | Stáří   | Celkem hlasů |
| --- | ---------------------- | -------------------- | ------- | ------------ |
| 1.  | Dub ochránce           | Liberecký kraj       | 150 let | 6223         |
| 2.  | Skalecký buk           | Středočeský kraj     | 230 let | 5005         |
| 3.  | Poběžovická lípa       | Plzeňský kraj        | 360 let | 4172         |
| 4.  | Školní buk v Berouně   | Středočeský kraj     | 100 let | 3985         |
| 5.  | Dub u Kocandy          | Jihomoravský kraj    | 300 let | 3257         |
| 6.  | Buk v Černém lese      | Moravskoslezský kraj | 200 let | 3181         |
| 7.  | Dub v Točné            | Praha                | 250 let | 3004         |
| 8.  | Vejdova lípa           | Pardubický kraj      | 800 let | 2676         |
| 9.  | Lípa z Vlčích pramenů  | Zlínský kraj         | 200 let | 1875         |
| 10. | Jemnický buk lásky     | Vysočina             | -       | 1576         |
| 11. | Hrušeň v Dolní Radouni | Jihočeský kraj       | 200 let | 1150         |
| 12. | Lípa v Krupce - Unčíně | Ústecký kraj         | 300 let | 163          |

### Strom roku 2014

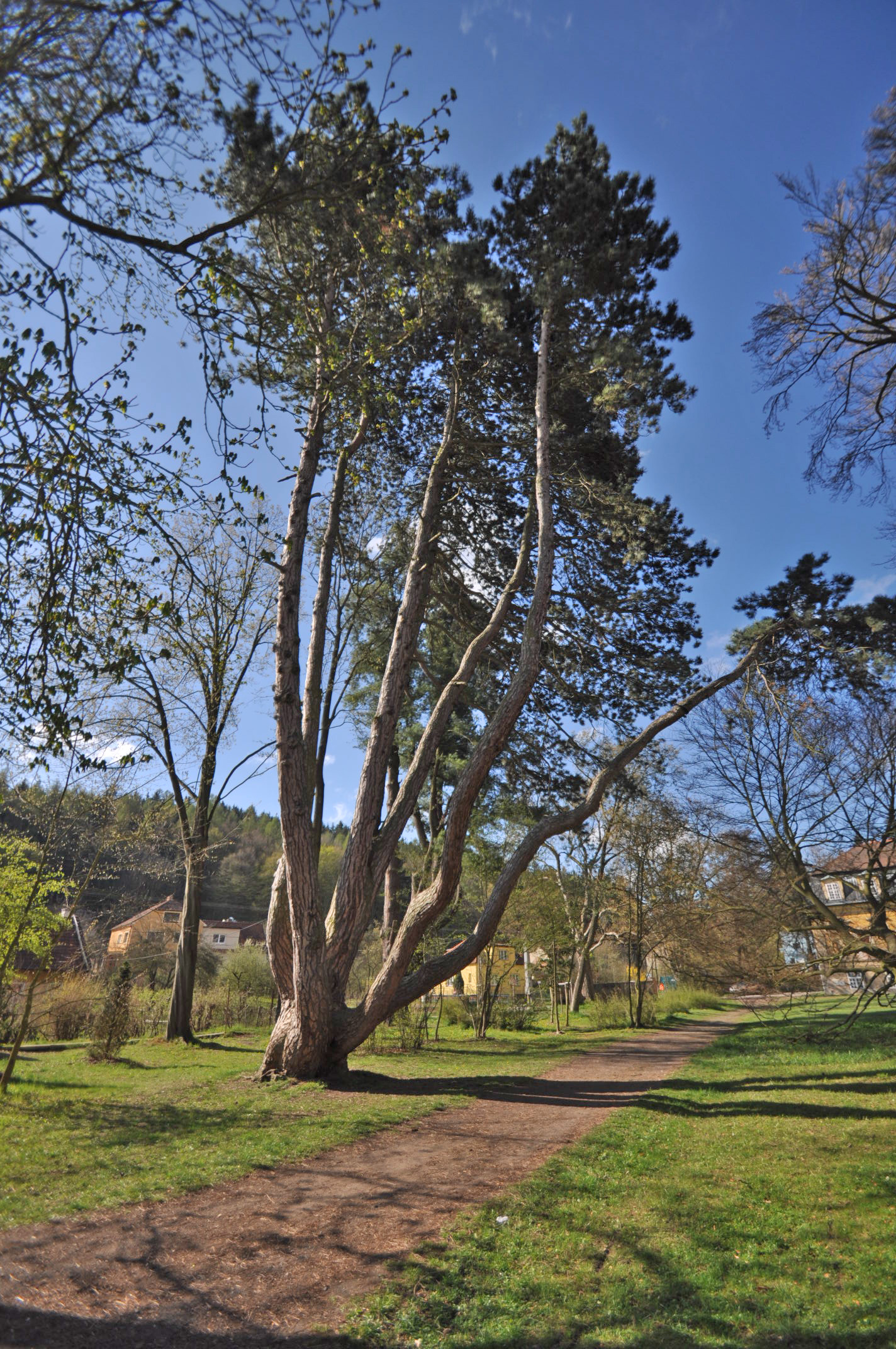
Opatovická borovice, jedna z nejstarších borovic černých v České republice

| Č.  | Název               | Kraj                 | Stáří      | Fanoušků |
| --- | ------------------- | -------------------- | ---------- | -------- |
| 1.  | Opatovická borovice | Jihomoravský kraj    | 257 let    | 24 834   |
| 2.  | Skomelský dub       | Plzeňský kraj        | 610 let    |          |
| 3.  | Dub rodiny          | Zlínský kraj         | 100 let    |          |
| 4.  | Hrubá lípa          | Jihomoravský kraj    | 300 let    |          |
| 5.  | Smírčí borovice     | Vysočina             | 200 let    |          |
| 6.  | Doubravské lípy     | Jihočeský kraj       | až 250 let |          |
| 7.  | Dub u Heroltic      | Vysočina             | 140 let    |          |
| 8.  | Strážce cest        | Středočeský kraj     | 300 let    |          |
| 9.  | Kukulův dub         | Královéhradecký kraj | 183 let    |          |
| 10. | Lhotecká lípa       | Liberecký kraj       | 500 let    |          |
| 11. | Hrušeň na Helfštýně | Olomoucký kraj       | 250 let    |          |
| 12. | Klen U Gavora       | Liberecký kraj       | 135 let    |          |

### Strom roku 2015

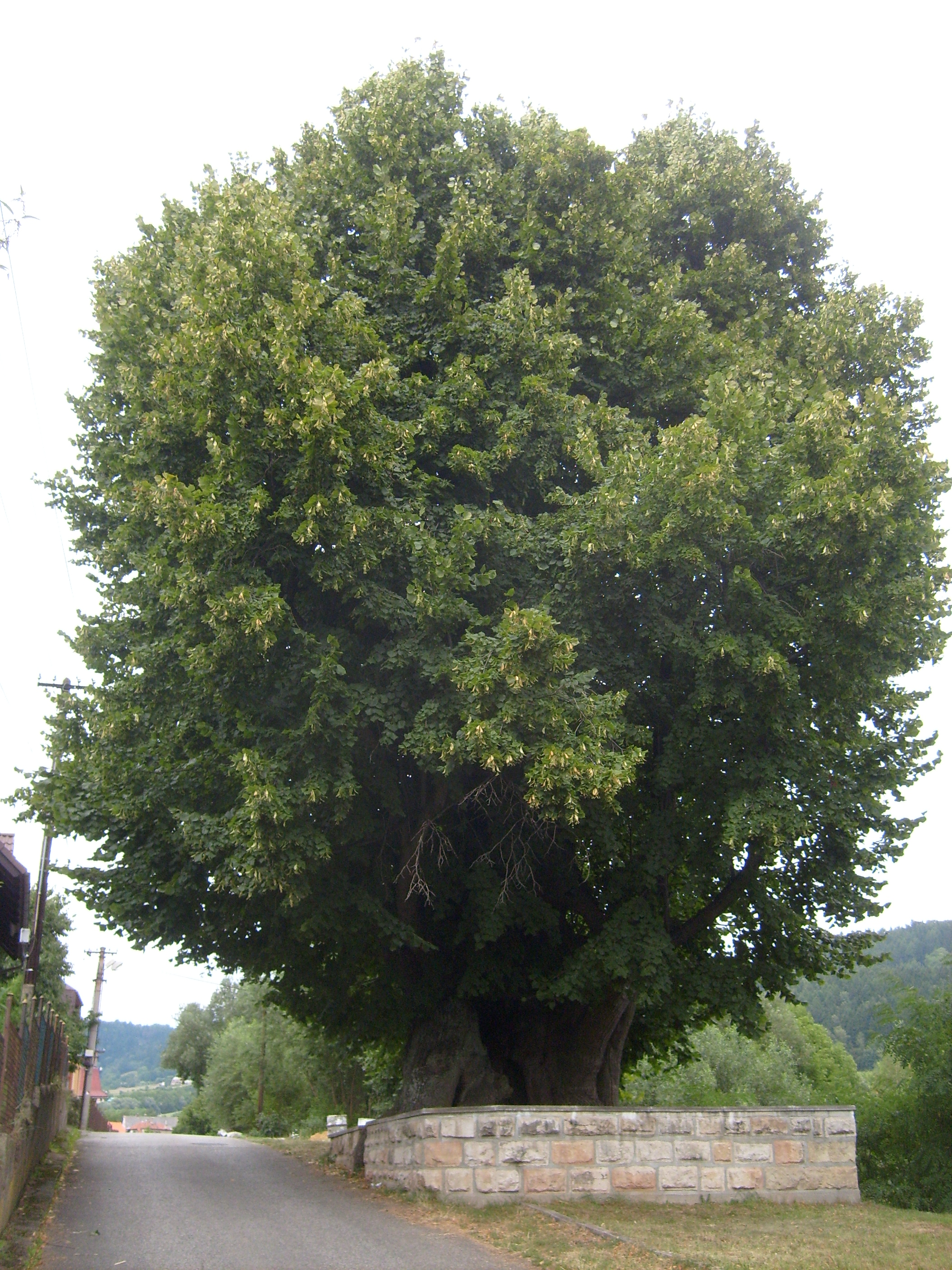
Tatobitská lípa

| Č.  | Název                            | Kraj                 | Stáří       | Celkem hlasů |
| --- | -------------------------------- | -------------------- | ----------- | ------------ |
| 1.  | Tatobitská tisíciletá lípa       | Liberecký kraj       | 650 let     | 11 258       |
| 2.  | Dub v zámeckém parku Šilheřovice | Moravskoslezský kraj | 460 let     | 6 291        |
| 3.  | Bělolhotský baobab               | Olomoucký kraj       | 350 let     | 4 085        |
| 4.  | Vrba zapomenutá                  | Praha                | 120 let     | 3 931        |
| 5.  | Lípa Naděje                      | Jihočeský kraj       | 265 let     | 2 785        |
| 6.  | Javor z Fryšavy                  | Kraj Vysočina        | 130 let     | 2 373        |
| 7.  | Velešická lípa                   | Královéhradecký kraj | 400 let     | 2 125        |
| 8.  | Chorušická lipka                 | Středočeský kraj     | 500 let     | 2 120        |
| 9.  | Horákův dub                      | Zlínský kraj         | 357 let     | 850          |
| 10. | Líska turecká v Holešově         | Zlínský kraj         | 120–180 let | 414          |
| 11. | Masarykova lípa                  | Středočeský kraj     | 230 let     | 372          |
| 12. | Lípy u Karla Velikého            | Liberecký kraj       | 146 let     | 113          |

### Strom roku 2016

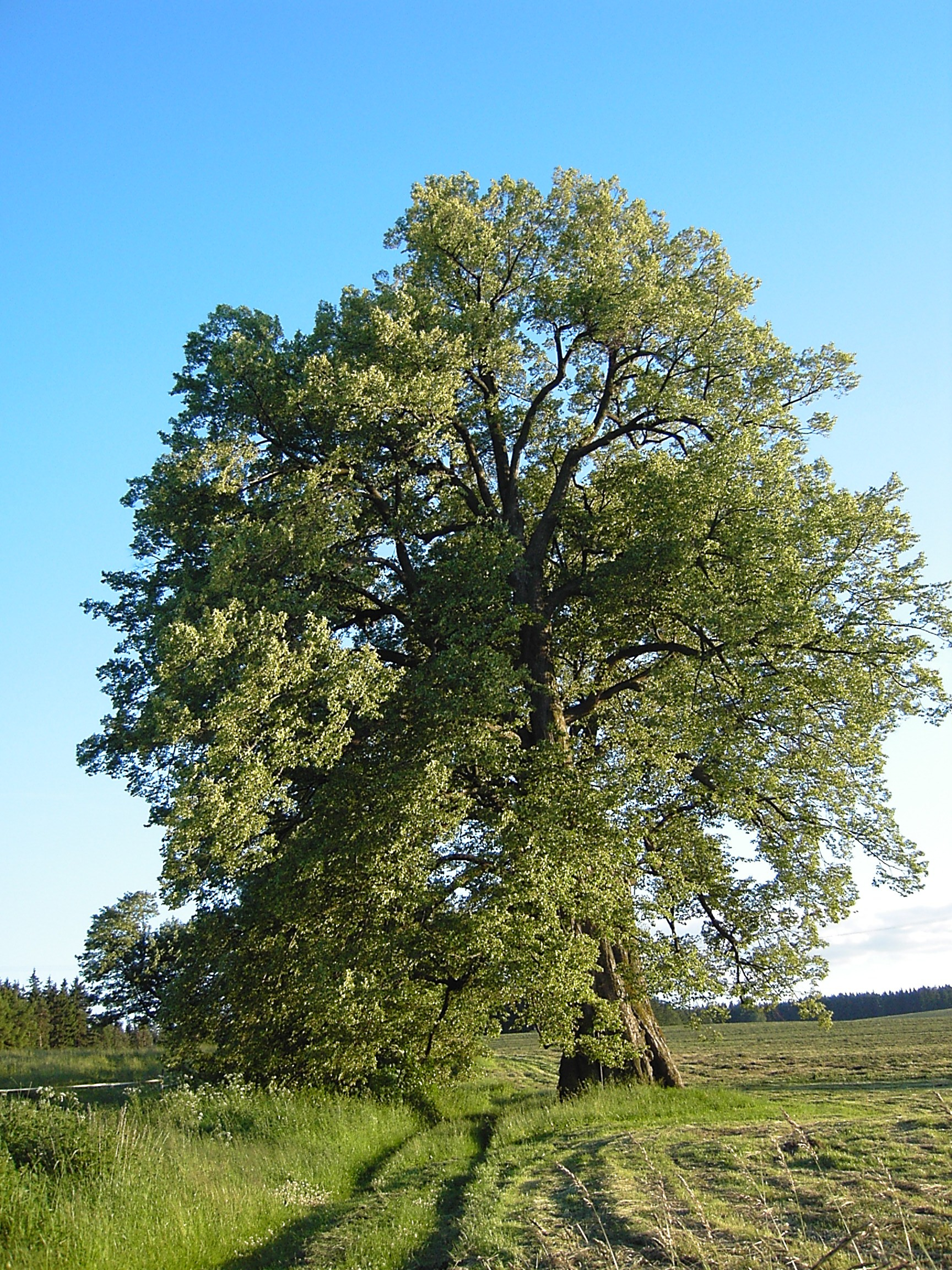
Lípa v Lipce

| Č.  | Název                           | Kraj                 | Stáří       | Celkem hlasů |
| --- | ------------------------------- | -------------------- | ----------- | ------------ |
| 1.  | Lípa na Lipce                   | Pardubický kraj      | 800 let     | 55 366       |
| 2.  | Břestovce ve Smetanových sadech | Ústecký kraj         | 140 let     | 21 746       |
| 3.  | Dub na návsi v Borovanech       | Jihočeský kraj       | 200 let     | 15 806       |
| 4.  | Dub v Cellerově štěpnici        | Zlínský kraj         | 400 let     | 14 207       |
| 5.  | Chudenická douglaska            | Plzeňský kraj        | 178 let     | 13 770       |
| 6.  | Domanínská lípa                 | Jihomoravský kraj    | 200 let     | 13 534       |
| 7.  | Libáňská borovička              | Královéhradecký kraj | 250 let     | 13 291       |
| 8.  | Kaštan Járy Cimrmana            | Kraj Vysočina        | 150 let     | 10 536       |
| 9.  | Bratřejovská hrušeň planá       | Zlínský kraj         | 200 let     | 8 483        |
| 10. | Dub ze Zásady                   | Liberecký kraj       | 200–300 let | 6 186        |
| 11. | Lípa u sv. Anny                 | Plzeňský kraj        | 250 let     | 1 992        |
| 12. | Otec dubů                       | Praha                | 300 let     | 449          |

### Strom roku 2017

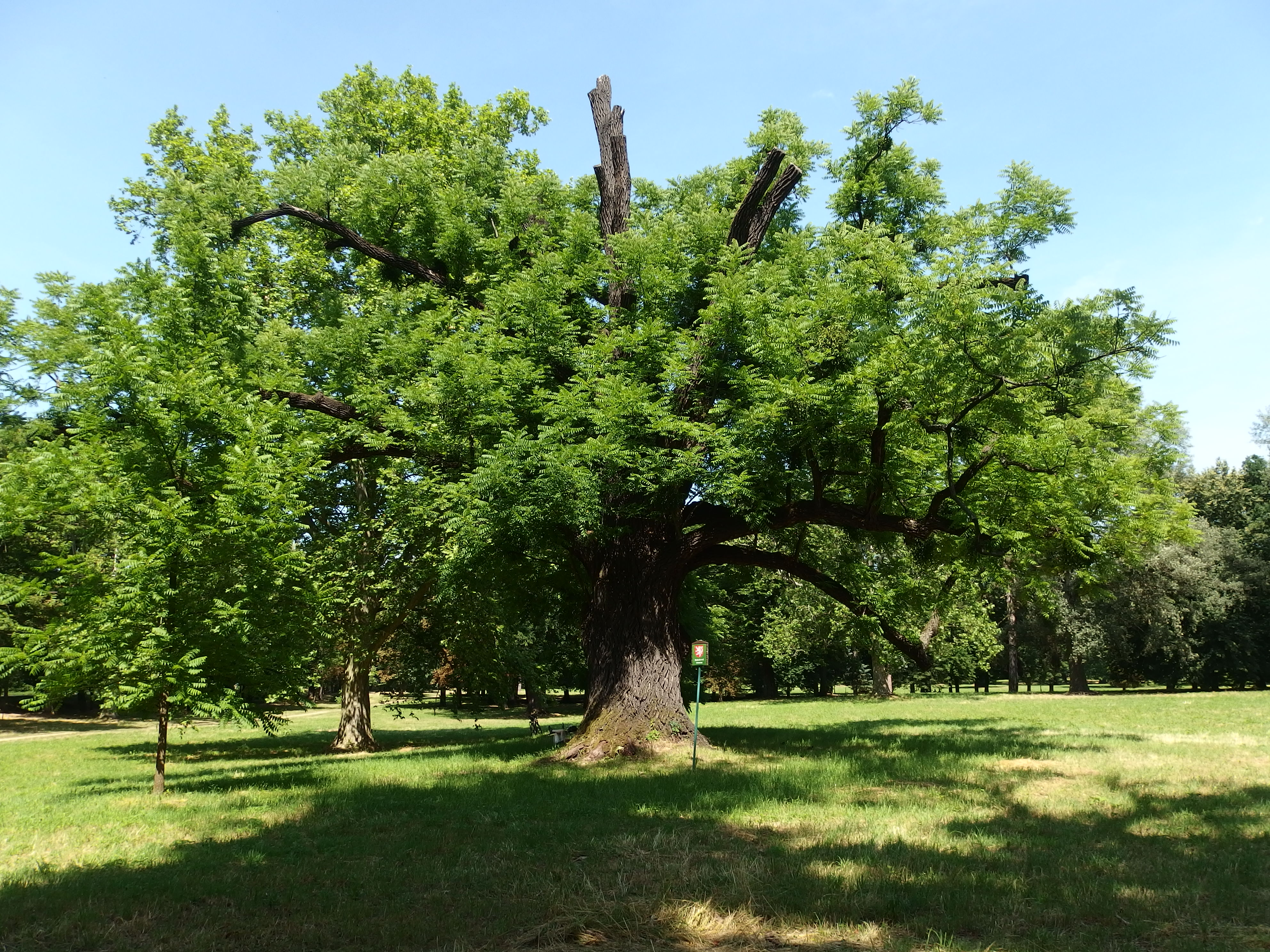
Kvasický ořešák

| Č.  | Název                    | Kraj                 | Stáří         | Celkem hlasů |
| --- | ------------------------ | -------------------- | ------------- | ------------ |
| 1.  | Kvasický ořešák          | Zlínský kraj         | 230 let       | 10 104       |
| 2.  | Tvrdonská lípa U Obrázku | Jihomoravský kraj    | 117 let       | 8 542        |
| 3.  | Strážný dub na Kabátě    | Ústecký kraj         | 200 let       | 7 694        |
| 4.  | Vilémovický tis          | kraj Vysočina        | 1500–2000 let | 4 793        |
| 5.  | Lípa v Kuklíku           | Kraj Vysočina        | 280 let       | 3 505        |
| 6.  | Dub v Růžové ulici       | Plzeňský kraj        | 150–200 let   | 2 403        |
| 7.  | Vrbička                  | Karlovarský kraj     | 119 let       | 1 725        |
| 8.  | Drážní dub               | Královéhradecký kraj | 260 let       | 992          |
| 9.  | Sedloňovská lípa         | Královéhradecký kraj | 500 let       | 467          |
| 10. | Památná lípa na Kojetíně | Moravskoslezský kraj | 500 let       | 179          |
| 11. | Broumovský jasan         | Plzeňský kraj        | 270 let       | 103          |
| 12. | Bukovecký hraničář       | Moravskoslezský kraj | 360–500 let   | 26           |

### Strom roku 2018
| Č.  | Název                              | Kraj                 | Stáří   | Celkem hlasů |
| --- | ---------------------------------- | -------------------- | ------- | ------------ |
| 1.  | Zádvorská lepa                     | Jihomoravský kraj    | 106 let | 26 242       |
| 2.  | Bohdanečská lípa                   | Pardubický kraj      | 56 let  | 4 217        |
| 3.  | Rtyňská lípa svobody               | Královéhradecký kraj | 105 let | 3 562        |
| 4.  | Moravičanská lípa na návsi         | Olomoucký kraj       | 105 let | 3 417        |
| 5.  | Lípa svobody u pomníků             | Plzeňský kraj        | 106 let | 2 760        |
| 6.  | Ročovská lípa svobody              | Ústecký kraj         | 106 let | 2 365        |
| 7.  | Lípa svobody Palachova             | Středočeský kraj     | 105 let | 2 315        |
| 8.  | Lípa svobody na kamenickém náměstí | Kraj Vysočina        | 105 let | 1 706        |
| 9.  | Vlachovobřezská lípa paměti        | Jihočeský kraj       | 105 let | 1 694        |
| 10. | Petrovická lípa svobody            | Moravskoslezský kraj | 76 let  | 1 682        |
| 11. | Junácká lípa svobody               | Středočeský kraj     | 56 let  | 157          |
| 12. | Lípa skautů                        | Liberecký kraj       | 56 let  | 20           |

### Strom roku 2019

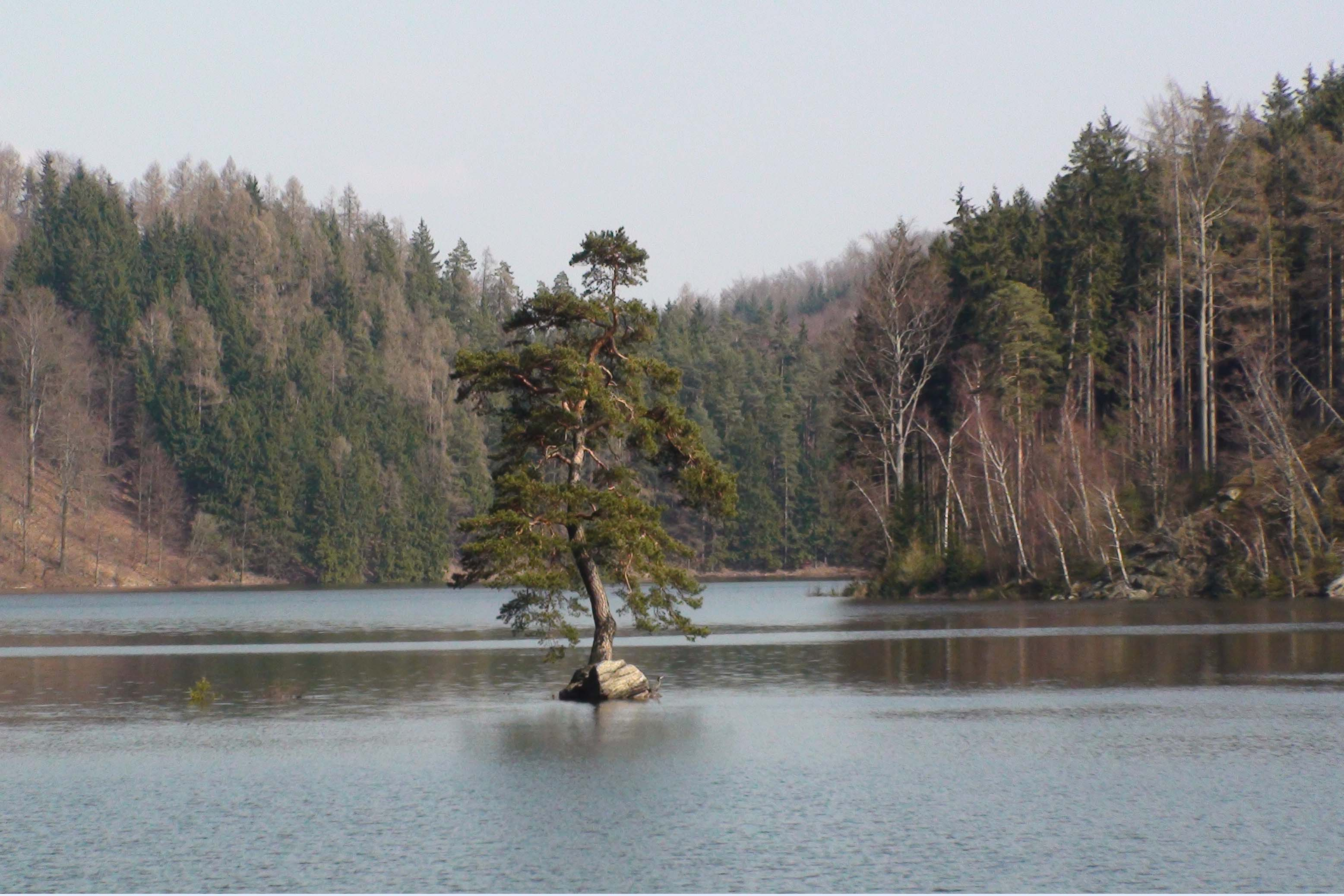
Chudobínská borovice

| Č.  | Název                      | Kraj              | Stáří | Celkem hlasů |
| --- | -------------------------- | ----------------- | ----- | ------------ |
| 1.  | Chudobínská borovice       | Vysočina          |       | 4 394        |
| 2.  | Žižkův dub                 | Vysočina          |       | 2 506        |
| 3.  | Zámecký dub                | Olomoucký kraj    |       | 1 926        |
| 4.  | Rohanova douglaska         | Liberecký kraj    |       | 1 745        |
| 5.  | Přílepský habr             | Zlínský kraj      |       | 1 316        |
| 6.  | Chebský hradní buk         | Karlovarský kraj  |       | 945          |
| 7.  | Veselská víla              | Plzeňský kraj     |       | 857          |
| 8.  | Památný platan v Lužánkách | Jihomoravský kraj |       | 731          |
| 9.  | Muchova lípa               | Pardubický kraj   |       | 581          |
| 10. | Stará hruška               | Středočeský kraj  |       | 423          |
| 11. | Buk lesní v Lešné          | Zlínský kraj      |       | 381          |
| 12. | Babiččina vrba             | Pardubický kraj   |       | 374          |

### Strom roku 2020
| Č.  | Název                          | Kraj                 | Stáří | Celkem hlasů |
| --- | ------------------------------ | -------------------- | ----- | ------------ |
| 1.  | Jabloň u Lidmanů               | Královéhradecký kraj | 70    | 2 191        |
| 2.  | Lípy v Hřebenech               | Karlovarský kraj     | 100+  | 1 029        |
| 3.  | Hugo z Lednice                 | Jihomoravský kraj    | 200   | 490          |
| 4.  | Otec lesů – Vrakodávný veledub | Ústecký kraj         | 540   | 332          |
| 5.  | Praskoleská lípa               | Kraj Vysočina        | 800   | 320          |
| 6.  | Lípa sv. Jana Nepomuckého      | Jihočeský kraj       | 200   | 315          |
| 7.  | Černá dáma                     | Karlovarský kraj     | 230   | 289          |
| 8.  | Strom rodáků                   | Pardubický kraj      | 150   | 250          |
| 9.  | Janovská tisíciletá lípa       | Moravskoslezský kraj | 1000  | 231          |
| 10. | Jilm u gymnázia                | Jihomoravský kraj    | 105   | 162          |
| 11. | Javor z Velké Lhoty            | Zlínský kraj         | 150   | 153          |
| 12. | Roškopovská babyka             | Královéhradecký kraj | 140   | 91           |

### Strom roku 2021

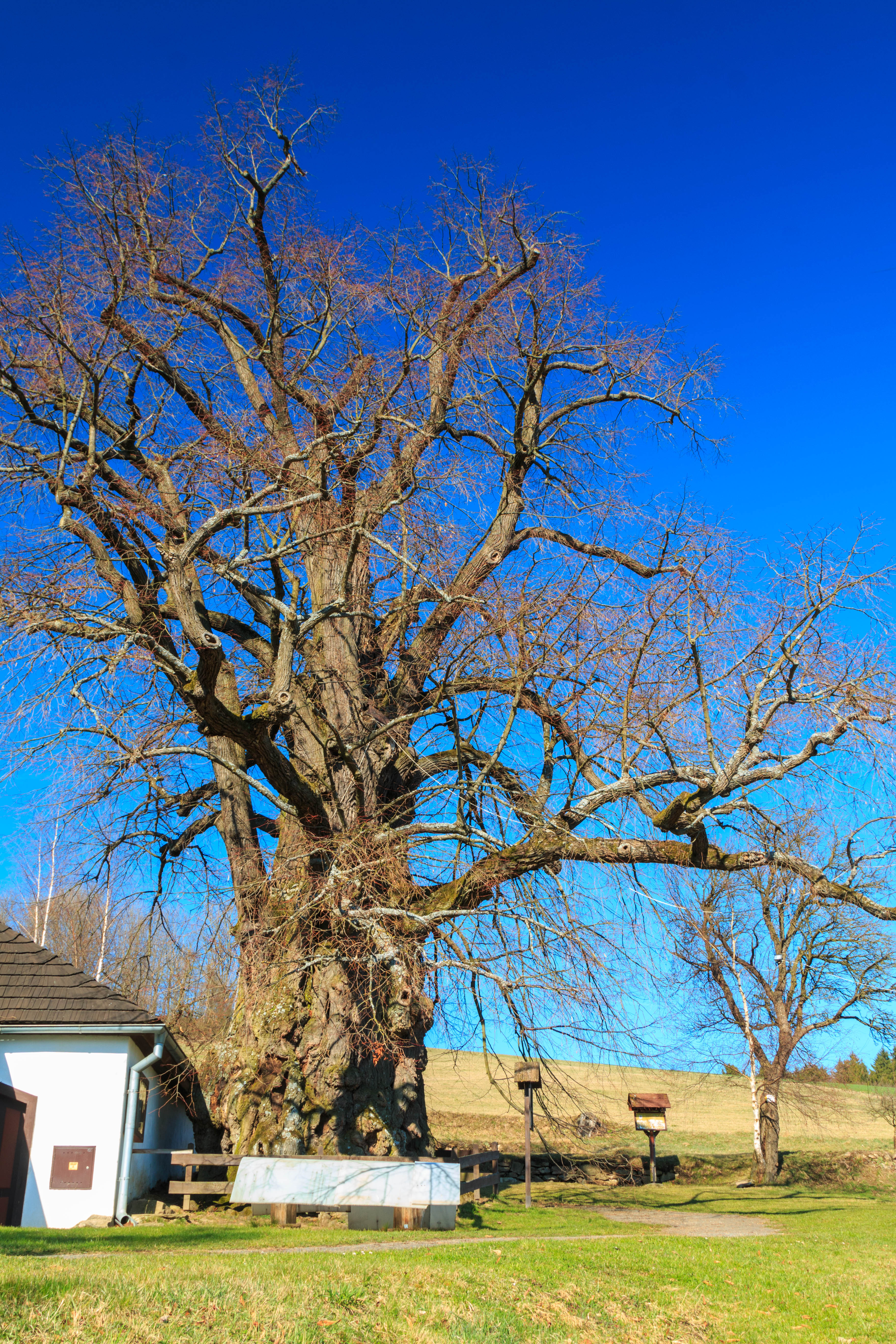
Lukasova lípa

| Č.  | Název                          | Kraj                 | Stáří | Celkem hlasů |
| --- | ------------------------------ | -------------------- | ----- | ------------ |
| 1.  | Lukasova lípa                  | Pardubický kraj      | 700   | 2 635        |
| 2.  | Dubisko valašisko tvrdé        | Moravskoslezský kraj | 500   | 1 783        |
| 3.  | Smrk ztepilý na ulici Ramešova | Jihomoravský kraj    |       | 944          |
| 4.  | Novoveská lípa                 | Moravskoslezský kraj |       | 365          |
| 5.  | Lípa Kapucínka                 | Jihočeský kraj       |       | 346          |
| 6.  | Strážce Výštice                | Jihočeský kraj       |       | 325          |
| 7.  | Dolní Popovská lípa            | Karlovarský kraj     |       | 234          |
| 8.  | Šmigula                        | Jihomoravský kraj    |       | 147          |
| 9.  | Běleňská lípa                  | Jihočeský kraj       |       | 137          |
| 10. | Svatováclavský dub             | Středočeský kraj     |       | 122          |
| 11. | Platan javorolistý             | Hlavní město Praha   |       | 115          |
| 12. | Lípa pod Holým kopcem          | Jihomoravský kraj    |       | 103          |

### Strom roku 2022
| Č.  | Název                          | Kraj                 | Stáří   | Celkem hlasů |
| --- | ------------------------------ | -------------------- | ------- | ------------ |
| 1.  | Hrušeň hnilička                | Středočeský kraj     | 300     | 2 452        |
| 2.  | Javor babyka v Ústí nad Orlicí | Pardubický kraj      | 133     | 1 132        |
| 3.  | Sousedská hruška               | Kraj Vysočina        | 156     | 812          |
| 4.  | Lípa osudu                     | Jihomoravský kraj    | 86      | 700          |
| 5.  | Tajemný hradní pán             | Zlínský kraj         | 200     | 474          |
| 6.  | Bratrská lípa v Kunvaldu       | Pardubický kraj      | 475     | 222          |
| 7.  | Vorařská lípa                  | Královéhradecký kraj | 275     | 188          |
| 8.  | Majestátní dub pod Šumnou      | Ústecký kraj         | 250     | 155          |
| 9.  | Jinan na Mendlově náměstí      | Jihomoravský kraj    | 140     | 114          |
| 10. | Bartákova třešeň               | Jihomoravský kraj    | 87      | 94           |
| 11. | Popovská bříza                 | Karlovarský kraj     | 100–130 | 88           |
| 12. | Prajzovská hruška              | Zlínský kraj         | 250     | 75           |

### Strom roku 2023
| Č.  | Název                   | Kraj              | Stáří | Celkem hlasů |
| --- | ----------------------- | ----------------- | ----- | ------------ |
| 1.  | Hrušeň u Mrákotína      | Pardubický kraj   | 110   | 6433         |
| 2.  | Nepomyšlská lípa        | Ústecký kraj      | 300   | 6027         |
| 3.  | Lípa na školní zahradě  | Jihomoravský kraj | 400   | 3823         |
| 4.  | Divadelní lípa          | Středočeský kraj  | 80    | 3720         |
| 5.  | Borovice Krásná Pepina  | Středočeský kraj  | 245   | 3256         |
| 6.  | Havlíčkův dub           | Vysočina kraj     | 300   | 1577         |
| 7.  | Jerlín Bedřicha Smetany | Středočeský kraj  | 180   | 1162         |
| 8.  | Zábořská lípa           | Jihočeský kraj    | 100   | 920          |
| 9.  | Šťastná katalpa         | Jihomoravský kraj | 95    | 752          |
| 10. | Mladějovický dub        | Jihočeský kraj    | 350   | 578          |

### Strom roku 2024

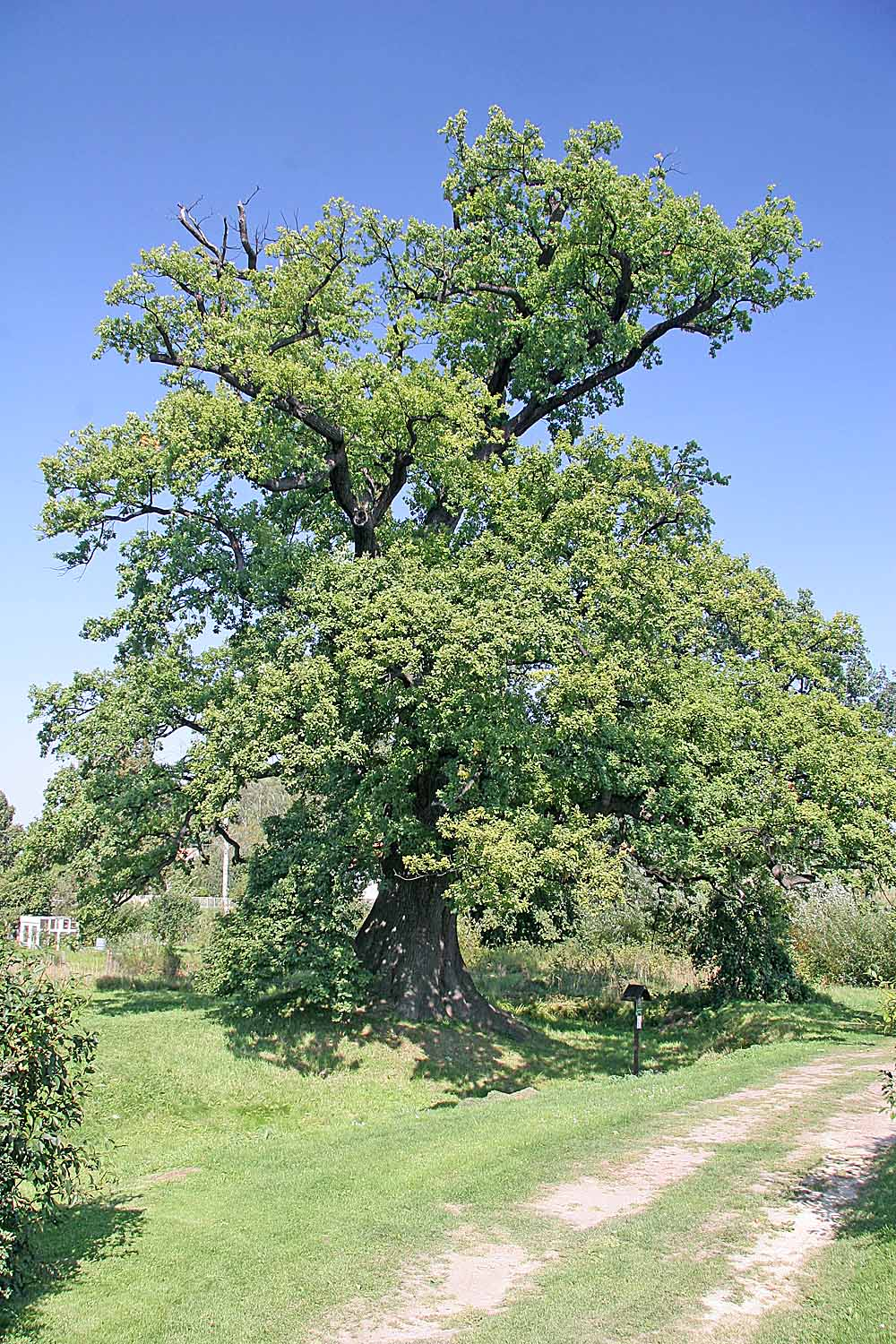
Lukavický dub na Hrádku

| Č.  | Název                    | Kraj              | Stáří | Celkem hlasů |
| --- | ------------------------ | ----------------- | ----- | ------------ |
| 1.  | Lukavický dub            | Pardubický kraj   | 800   | 9905         |
| 2.  | Památná lípa u Roštína   | Zlínský kraj      | 450   | 8828         |
| 3.  | Lípy u Wohlmannova kříže | Liberecký kraj    | 153   | 5710         |
| 4.  | Strom lásky              | Jihomoravský kraj | 200   | 4568         |
| 5.  | Lípa svobody v Bousíně   | Olomoucký kraj    | 105   | 3573         |
| 6.  | Dub u Palečkova mlýna    | Kraj Vysočina     | 400   | 1710         |
| 7.  | Újezdský klen            | Karlovarský kraj  | 100+  | 1703         |
| 8.  | Pivoňská lípa přátelství | Plzeňský kraj     | 300+  | 1254         |
| 9.  | Odlochovický kaštan      | Středočeský kraj  | 200   | 891          |
| 10. | Zámecký jerlín           | Jihomoravský kraj | 80-90 | 820          |

## Stromy hrdinové
Od roku 2019 také porota uděluje čestný titul Strom hrdina stromům, které přežívají v nepříznivých podmínkách, ohrožuje je pokácení, vandalismus nebo jiná nežádoucí lidská činnost. Myšlenka ocenit tyto stromy je však starší - první stromy byly Nadací Partnerství oceněny titulem „Strom hrdina“ již v roce 2005.
V roce 2019 tak bylo vyhlášeno následujících 7 stromů:
- dub Strom developer, Praha
- Břestovec a Jerlín cestovatele Emila Holuba, Rajhrad
- jabloň Reneta ze školy, Brno-Ivanovice
- nejmohutnější český topol černý, Nymburk
- Lípa v ohrožení, Černošice
- Semtinská lípa nad hradem Kost

V roce 2020:
- Dvojice platanů z vnitrobloku, Brno, Lidická
- Jasan z Moravského náměstí, Brno, park před Janáčkovým divadlem
- Velký javor klen z Věstoňovic u Třebíče
- Třešeň na Žitné, v zaniklé osadě Horní Žitná v Karlovarském kraji
- Jerlín japonský v zámecké zahradě ve Valticích

V roce 2021:
- Javor z Prahy, na tzv. Anenském trojúhelníku mezi Smetanovým nábřežím a ulicí Karolíny Světlé na Starém Městě v Praze
- Dub děda Vševěda ve vlašimském zámeckém parku
- Jasan – Strážce Podkovy na okraji přírodního území Podkova, Pardubice
- Kedroňova metasekvoj v Ostravě
- Lípa Na Podborčí v Ostravě

V roce 2022:
- Kostelecké krbál – lípa v Kostelci na Hané
- Dolanská lípa v Dolanech u Olomouce
- Strážce Svárovské aleje[36] u silnice mezi Velkými Opatovicemi a Chlumem
- Javor na Střížkově v Praze
- Hrušeň polní ve Vizovicích

V roce 2023:
- Jasan na Mezné v obci Hřensko – Mezná v Českém Švýcarsku
- Rýznerův akát v Úněticích u Prahy
- Volyňské lípy na náměstí ve Volyni